# Sunniten

Verteilung islamischer Glaubensrichtungen:
Grün: sunnitische Gebiete; Violett: schiitische Gebiete; Gelb: Ibaditen (Oman)

Die Sunniten (arabisch أهل السنة, DMG ahl as-sunna ‚Leute der Sunna‘) bilden die größte Glaubensgruppe im Islam. Ihre Glaubensrichtung selbst wird als Sunnitentum oder Sunnismus bezeichnet. Die Bezeichnung ist von dem arabischen Wort Sunna (‚Brauch, Handlungsweise, überlieferte Norm, Tradition‘) abgeleitet. Die Sunniten sehen sich als diejenigen, die der sunnat an-nabī, der „Sunna des Propheten“ (Mohammed), folgen. Neben ahl as-sunna wird im Arabischen auch häufig der erweiterte Ausdruck ahl as-sunna wal-ǧamāʿa („Leute der Sunna und der Gemeinschaft“) verwendet. Wenn die Sunniten als Kollektiv der Schia gegenübergestellt werden, werden sie manchmal auch nur als as-Sunna („die Sunna“) bezeichnet. Im Bereich der Normenlehre und der Dogmatik gibt es unter den Sunniten mehrere Lehrrichtungen. Über die Frage, welche dogmatischen Lehrrichtungen dem Sunnitentum angehören, besteht unter den muslimischen Gelehrten allerdings keine Einigkeit. Die sunnitischen Glaubenslehren werden in verschiedenen Glaubensbekenntnissen dargestellt, die sich jedoch in Einzelheiten je nach dogmatischer Ausrichtung der Autoren unterscheiden.
Heute gelten die Schiiten als die wichtigste Gegengruppe zu den Sunniten, allerdings hat sich das sunnitische Selbstbewusstsein im Mittelalter nicht nur in Absetzung zu den Schiiten, sondern auch zu den Charidschiten, Qadariten und Murdschi'iten herausgebildet. Die Sunniten verstehen sich hierbei als „die gerettete Sekte“ (al-firqa an-nāǧiya) und die Mitte der Muslime. Seit Ende des 20. Jahrhunderts gibt es heftige Auseinandersetzungen zwischen den Aschʿariten und den Salafisten, die sich gegenseitig aus dem Sunnitentum ausschließen. Die Rivalität zwischen den beiden Gruppen wurde auch auf zwei Sunnitenkonferenzen im Jahre 2016 sichtbar: Während bei der Sunnitenkonferenz von Grosny im August 2016 die Takfīr betreibenden Salafisten, darunter auch die IS-Organisation, aus dem sunnitischen Islam ausgeschlossen wurden, fand wenige Monate später in Kuwait eine zweite Sunnitenkonferenz statt, bei der der Salafismus zur einzig wahren Form des Sunnitentums erklärt wurde.

## Verbreitung
Nach Schätzungen des Pew Research Center aus dem Jahre 2009 sind 87–90 % aller Muslime weltweit Sunniten. Sunniten stellen in den meisten islamischen Ländern die Mehrheit der Muslime (siehe Liste der Länder nach muslimischer Bevölkerung), allerdings hat eine Umfrage des Pew Research Center von 2012 ergeben, dass die sunnitische Identität bei der muslimischen Bevölkerung nicht in allen diesen Ländern gleich stark ausgeprägt ist. Bei dieser Umfrage wurden Muslime aufgefordert, sich selbst einer der folgenden Kategorien zuzuordnen: „sunnitisch“, „schiitisch“ oder „etwas anderes“. Während sich in Jordanien, Bangladesch und Afghanistan, Türkei und Ägypten rund 90 % Prozent der Muslime als Sunniten betrachten, war dieser Anteil in Ländern wie Kasachstan (16 %), Usbekistan (18 %), Mali (20 %), Indonesien (26 %) und Nigeria (38 %), die ebenfalls als Länder mit sunnitischer Bevölkerungsmehrheit gelten, erheblich geringer. Viele befragte Muslime lehnten es dort ab, sich einer speziellen konfessionellen Gruppe zuzuordnen, und sagten bei der Befragung von sich aus, dass sie „nur Muslime“ seien.
Die einzigen Länder, in denen die Sunniten auch statistisch nicht die größte muslimische Bevölkerungsgruppe stellen, sind Irak, Iran, Oman, Libanon, Aserbaidschan und Bahrain. Im Irak gehören fast zwei Drittel der Bevölkerung der Zwölfer-Schia an, doch gibt es auch Regionen wie das Sunnitische Dreieck im Nordwesten des Landes, in denen die Sunniten die Bevölkerungsmehrheit stellen. In Iran stellen die Sunniten ungefähr 9 % der Bevölkerung. Die meisten Sunniten gehören den Volksgruppen der Kurden, Belutschen und Turkmenen an und leben in den nordwestlichen und südöstlichen Grenzregionen des Landes, allerdings gibt es auch unter den Persern und Arabern Sunniten. In Bahrain sind ca. 75 % der Bevölkerung schiitisch, doch wird das politische Leben seit dem 18. Jahrhundert von wenigen tribalen sunnitischen Familien beherrscht.
Nach Angabe von REMID leben in Deutschland ungefähr 2,64 Millionen Sunniten. Nach dem Religionsmonitor 2017 der Bertelsmann Stiftung, die sich auf Befragungen von Muslimen stützt, liegt der Anteil der Sunniten unter den Muslimen in Deutschland bei 61 %. Bei einer Gesamtzahl von 4,4 bis 4,7 Millionen Muslimen in Deutschland ergibt dies eine Gesamtzahl von 2,684 bis 2,867 Millionen Sunniten. In Österreich liegt der Anteil der Sunniten unter den Muslimen nach dem Religionsmonitor bei 64 % (in absoluten Zahlen: ca. 320.000), in der Schweiz bei 51 % (in absoluten Zahlen: 172.380). Im Vereinigten Königreich liegt der Anteil der Sunniten bei 75 % (entspricht 2,25 Millionen), in Frankreich bei 52 % (entspricht 2,756 Millionen).

## Lehrrichtungen

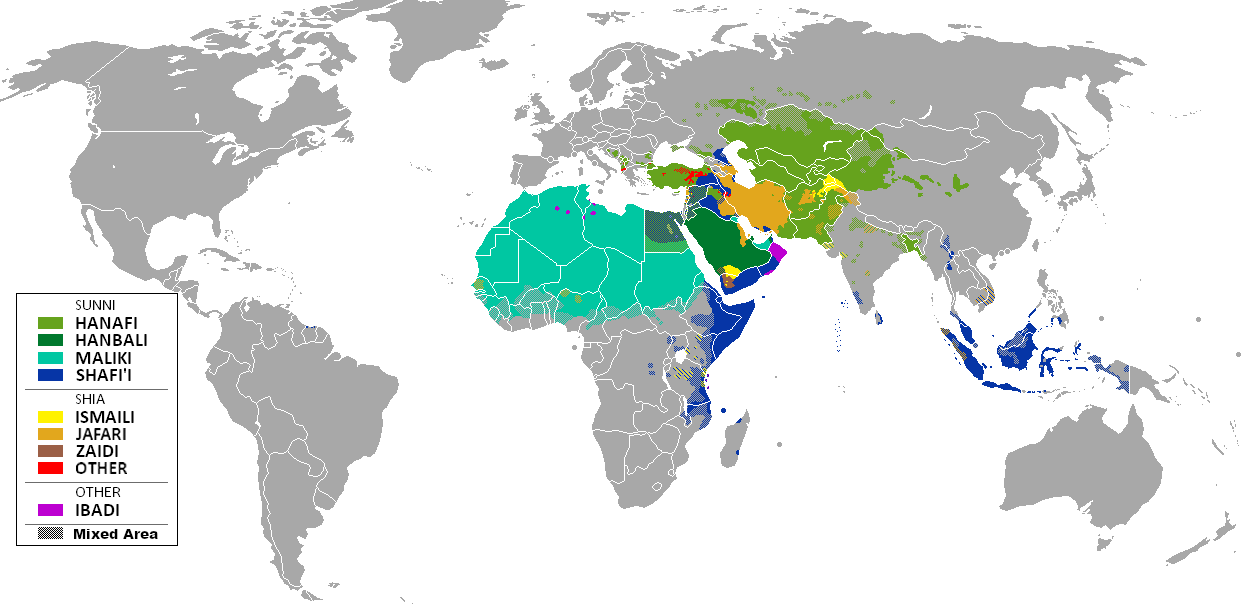
Geographische Verteilung der vier sunnitischen sowie anderer islamischer Lehrrichtungen

### Im Bereich der Normenlehre
Im Bereich der Normenlehre (Fiqh) werden heute allgemein vier Lehrrichtungen als sunnitisch anerkannt, nämlich diejenigen der Hanafiten, der Mālikiten, der Schāfiʿiten und der Hanbaliten. Unterschiede zwischen diesen Lehrrichtungen zeigen sich nicht nur bei rechtlichen Fragen, sondern auch auf ritueller Ebene, so zum Beispiel beim rituellen Gebet und den Reinheitsbestimmungen.
Diese Vierer-Zahl stand allerdings keineswegs schon immer fest. So rechnete zum Beispiel ʿAbd al-Qāhir al-Baghdādī (gest. 1037) neben diesen vier Gruppen auch die Anhänger von al-Auzāʿī (gest. 774), Sufyān ath-Thaurī (gest. 778), Ibn Abī Lailā (gest. 765) und Abū Thaur (gest. 854) sowie die Zahiriten zu den Sunniten. Das System von vier sunnitischen Lehrrichtungen im Fiqh lässt sich bis ins späte 12. Jahrhundert zurückverfolgen. In dieser Zeit berichtet der andalusische Reisende Ibn Dschubair von „vier sunnitischen Imamen“ im Haram von Mekka, die dort eigene Gebetsgruppen anführten.

### Im Bereich der Glaubenslehre

#### Die Lehre von den drei Gruppen
Hinsichtlich der Frage, welche dogmatischen Richtungen den Sunniten zuzurechnen sind, besteht unter den muslimischen Gelehrten keine Einigkeit. Seit der frühen Neuzeit ist die Vorstellung nachweisbar, dass insgesamt drei Gruppen den Sunniten zugehören: 1. die nach Abū l-Hasan al-Aschʿarī (gest. 935) benannten Aschʿariten, 2. die nach Abū Mansūr al-Māturīdī (gest. 941) benannten Māturīditen und 3. eine unterschiedlich benannte dritte Gruppe, die traditionalistisch orientiert ist und die von Māturīditen und Aschʿariten befürwortete rationale Spekulation des Kalām ablehnt. Der syrische Gelehrte ʿAbd al-Bāqī Ibn Faqīh Fussa (gest. 1661) bezeichnet diese dritte traditionalistische Gruppe als Hanbaliten. Sein ein Jahrhundert später lebender Landsmann Muhammad ibn Ahmad as-Saffārīnī (gest. 1774) verwendet für sie den Namen Atharīya, der von dem arabischen Wort für die tradierten Überlieferungen (āṯār) abgeleitet ist; allerdings meint er damit ebenfalls die Anhänger von Ahmad ibn Hanbal.
Der spätosmanische Denker İsmail Hakkı İzmirli (gest. 1946), der ebenfalls die Lehre von den drei Gruppen des Sunnitentums vertrat, nannte die traditionalistische Gruppe Salafīya, verwendete als Alternativnamen aber auch Atharīya. Bei der Māturīdīya gibt er Nasafīya als einen möglichen Alternativnamen an.
Ein weiterer Name, der für die traditionalistisch orientierte Gruppe verwendet wird, ist „Leute des Hadith“ (ahl al-ḥadīṯ). Er wird zum Beispiel im Abschlussdokument der Konferenz von Grosny verwendet. Allerdings wird hier nur denjenigen „Leuten des Hadith“ die Zugehörigkeit zum Sunnitentum zugesprochen, die tafwīḍ betreiben, also bei den mehrdeutigen Aussagen des Korans auf Interpretation verzichten.

#### Engere Definitionen
Daneben gab es muslimische Gelehrte, die den Sunniten-Begriff allein auf die Aschʿariten und Māturīditen beschränken wollten. So schrieb zum Beispiel Murtadā az-Zabīdī (gest. 1790) in seinem Kommentar zu al-Ghazālīs Iḥyāʾ ʿulūm ad-dīn: „Wenn [sc. der Begriff] ahl as-sunna wal-ǧamāʿa verwendet wird, dann sind damit die Aschʿariten und Māturīditen gemeint.“ Diese Position wurde im Juli 2013 auch vom Ägyptischen Fatwa-Amt übernommen. In osmanischer Zeit wurden viele Bemühungen unternommen, zwischen den Lehren der Aschʿarīya und der Māturīdīya weitgehende Harmonie herzustellen.
Schließlich gab es die Sichtweise, dass allein die Aschʿariten Sunniten sind. So schreibt Averroes (gest. 1198) in seiner Abhandlung al-Kašf ʿan manāhiǧ al-adilla fī ʿaqāʾid al-milla („Enthüllung der Beweismethoden hinsichtlich Glaubenssätze der Gemeinschaft“), dass von den zahlreichen Gruppen, in die die islamische Gemeinschaft in seiner Zeit zerfallen sei, die Aschʿariten diejenigen seien, die die meisten Menschen für die Sunniten (ahl as-sunna) hielten. Später erklärte der marokkanische Sufi Ahmad ibn ʿAdschība (gest. 1809) in seinem Kommentar zur Fātiha: „Was die Sunniten betrifft, so sind es die Aschʿariten und diejenigen, die ihnen in ihrer richtigen Glaubensüberzeugung folgen.“ Allerdings gab es umgekehrt auch Gelehrte, die die Aschʿariten aus dem Sunnitentum ausschlossen. So meinte Ibn Hazm (gest. 1064), dass Abū l-Hasan al-Aschʿarī den Murdschi'a zugehöre, und zwar denjenigen, die den Sunniten glaubensmäßig besonders fernständen.

#### Sunniten im allgemeinen und im speziellen Sinne
Der hanbalitische Gelehrte Ibn Taimīya (gest. 1328) unterschied in seinem Werk Minhāǧ as-sunna zwischen Sunniten im allgemeinen Sinne (ahl as-sunna al-ʿāmma) und Sunniten im speziellen Sinne (ahl as-sunna al-ḫāṣṣa). Sunniten im allgemeinen Sinne sind nach ihm alle Muslime, die das Kalifat der drei Kalifen (sc. Abū Bakr, ʿUmar ibn al-Chattāb und ʿUthmān ibn ʿAffān) anerkennen. Dazu gehören seiner Auffassung nach alle islamischen Gruppen außer den schiitischen Rāfiditen. Sunniten im speziellen Sinne sind nur die „Leute des Hadith“ (ahl al-ḥadīṯ).
İsmail Hakkı İzmirli, der die Unterscheidung zwischen einem weiteren und engeren Kreis von Sunniten von Ibn Taimīya übernahm, meinte, dass die Kullābīya und die Aschʿarīya die Sunniten im allgemeinen Sinne seien, während die Salafīya die Sunniten im speziellen Sinne darstellten. Von der Māturīdīya sagt er nur, dass sie der Salafīya näher stände als die Aschʿarīya, weil es eine Gruppe sei, die sich stärker im Fiqh als im Kalām hervortue. Der saudische Gelehrte Muhammad Ibn al-ʿUthaimīn (gest. 2001), der wie Ibn Taimīya zwischen Sunniten im allgemeinen und speziellen Sinne unterschied, schloss die Aschʿariten ebenfalls aus dem Kreis der Sunniten im speziellen Sinne aus und vertrat die Auffassung, dass nur die frommen Altvorderen (as-salaf aṣ-ṣāliḥ), die sich auf die Sunna geeinigt haben und an ihr festhalten, zu diesem Kreis gehörten.

#### Die Einordnung des Sufismus
Weitgehende Einigkeit besteht darüber, dass auch die Sufis dem Sunnitentum zuzurechnen sind. Diese Auffassung findet sich bereits bei dem schāfiʿitischen Gelehrten ʿAbd al-Qāhir al-Baghdādī (gest. 1037). Er teilte in seinem häresiographischen Werk al-Farq baina l-firaq die Sunniten insgesamt in acht verschiedene Kategorien (aṣnāf) von Menschen ein: 1. die Theologen und Kalām-Gelehrten, 2. die Fiqh-Gelehrten, 3. die Traditions- und Hadith-Gelehrten, 4. die Adab- und Sprachgelehrten, 5. die Koran-Gelehrten, 6. die sufischen Asketen (az-zuhhād aṣ-ṣūfīya), 7. diejenigen, die den Ribāt und Dschihad gegen die Feinde des Islams durchführen, 8. die allgemeine Volksmenge. Nach dieser Einteilung sind die Sufis eine von insgesamt acht entsprechend ihrer religiösen Spezialisierung definierten Gruppen innerhalb des Sunnitentums.
Auch der tunesische Gelehrte Muhammad ibn al-Qāsim al-Bakkī (gest. 1510) bezieht die Sufis in das Sunnitentum ein. Er unterteilte die Sunniten entsprechend ihrer Wissensgewinnung (istiqrāʾ) in die folgenden drei Gruppen:
1. die Leute des Hadith (ahl al-ḥadīṯ): Ihre Prinzipien stützen sich auf die hörbasierten Beweise, nämlich das Buch, die Sunna und den Idschmāʿ.
2. die Leute der Theorie und des intellektuellen Gewerbes (ahl an-naẓar wa-ṣ-ṣināʿa al-fikrīya): Zu ihnen gehören die Aschʿariten und die Hanafiten, wobei letztere Abū Mansūr al-Māturīdī als ihren Meister ansehen. Sie stimmen in den rationalen Prinzipien bei allen Fragen überein, bei denen es keinen hörbasierten Beweis gibt, in den hörbasierten Prinzipien bei allem, was die Vernunft nur als möglich begreift, und in den rationalen wie auch den hörbasierten Prinzipien bei allen anderen Fragen. Außerdem stimmen sie bei allen dogmatischen Fragen überein, außer bei der Frage der Erschaffung (takwīn) und der Frage des Taqlīd.
3. die Leute des Empfindens und der Enthüllung (ahl al-wiǧdān wa-l-kašf): Das sind die Sufis. Ihre Prinzipien entsprechen im Anfangsstadium den Prinzipien der beiden anderen Gruppen, im Endstadium stützen sie sich aber auf Enthüllung (kašf) und Eingebung (ilhām).[24]

Auf ähnliche Weise erklärte Murtadā az-Zabīdī an einer anderen Stelle in seinem Kommentar zum Iḥyāʾ ʿulūm ad-dīn, dass die Sunniten aus vier Gruppen (firaq) beständen, nämlich den Hadith-Gelehrten (muḥaddiṯūn), den Sufis, den Aschʿariten und den Māturīditen.
Allerdings gab es auch muslimische Gelehrte, die die Sufis aus dem Sunnitentum ausschließen wollten. So erklärte der jemenitische Gelehrte ʿAbbās ibn Mansūr as-Saksakī (gest. 1284) in seinem doxographischen Werk al-Burhān fī maʿrifat ʿaqāʾid ahl al-adyān („Der Beweis zur Kenntnis der Glaubensüberzeugungen der Anhänger verschiedener Religionen“) über die Sufis: „Sie ordnen sich den Sunniten zu, doch gehören sie nicht zu ihnen, denn sie stehen in der Glaubensüberzeugung, den Handlungen und Lehren im Widerspruch zu ihnen.“ Das, wodurch sich die Sufis nach as-Saksakī besonders von Sunniten unterscheiden, ist ihre Orientierung am verborgenen inneren Sinn von Koran und Sunna. Darin gleichen sie seiner Meinung nach den Bātiniten. Nach dem Abschlussdokument der Konferenz von Grosny sollen nur diejenigen Sufis als Sunniten gelten, die im Wissen, der Ethik und der Läuterung des Inneren „Leute des reinen Sufismus“ (ahl at-taṣauwuf aṣ-ṣāfī) sind, nach der Methode, wie sie al-Dschunaid und die „Imame der Rechtleitung“ (aʾimma al-hudā), die seinem Weg folgten, praktiziert haben.

#### Die Einordnung der Muʿtazila
Die Muʿtaziliten werden üblicherweise nicht dem Sunnitentum zugerechnet. Ibn Hazm zum Beispiel stellte sie in seinem häresiographischen Werk al-Faṣl fi-l-milal wa-l-ahwāʾ wa-n-niḥal als eigene Gruppe den Sunniten gegenüber. Auch in vielen mittelalterlichen Texten aus dem islamischen Osten werden die Ahl as-Sunna von den Muʿtaziliten abgegrenzt. 2010 hat das jordanische Fatwa-Amt in einer Fatwa geurteilt, dass die Muʿtaziliten wie die Charidschiten eine dem Sunnitentum entgegengesetzte Lehre vertreten. Eine andere Meinung diesbezüglich vertrat hingegen Ibn Taimīya. Er meinte, dass die Muʿtaziliten den Sunniten im allgemeinen Sinne zugehören, weil sie das Kalifat der drei ersten Kalifen anerkennen. Diese Ansicht vertraten auch verschiedene moderne Gelehrte, die sich an den Lehren Ibn Taimīya orientieren, wie der bereits genannte Muhammad Ibn al-ʿUthaimīn. In Indonesien hat sich der Muhammadiyah-Gelehrte Djarnawi Hadikusuma (gest. 1993) dafür ausgesprochen, die Muʿtaziliten in das Sunnitentum einzuschließen.

## Begriffsgeschichte

### Sunna
Der arabische Ausdruck Sunna, nach dem die Sunniten benannt sind, ist sehr alt und schon im vorislamischen Sprachgebrauch verwurzelt. Man hat damit den „Brauch“ bezeichnet, dem die Mehrheit der Menschen folgt. Größere politische Bedeutung erhielt der Begriff in der Zeit nach der Ermordung von ʿUthmān ibn ʿAffān. Mālik al-Aschtar, ein bekannter Gefolgsmann von ʿAlī ibn Abī Tālib, soll dessen Anhänger während der Schlacht von Siffin mit der Aussage angefeuert haben, dass ʿAlīs Gegner Muʿāwiya ibn Abī Sufyān die Sunna töte. In dem Schiedsspruch nach der Schlacht wurde vereinbart, dass „die gerechte Sunna, die vereinende, nicht die spaltende“ (as-sunna al-ʿādila al-ǧāmiʿa ġair al-mufarriqa) konsultiert werden sollte, um den Konflikt zu lösen. Ab wann der Begriff sunna als Kurzform für die „Sunna des Propheten“ (sunnat an-nabī) verstanden wurde, ist eine noch ungeklärte Frage. Während der Umaiyadenzeit haben mehrere politische Bewegungen, darunter schiitische und charidschitische, die gegen den sich formierenden Staat aufbegehrten, ihren Kampf im Namen „des Buch Gottes und der Sunna seines Propheten“ (kitāb Allāh wa-sunnat nabīyihī) geführt.
Während des Zweiten Bürgerkriegs (680–92) erhielt der Sunna-Begriff eine anti-schiitische Ausrichtung. So wird von Masrūq ibn al-Adschdaʿ (gest. 683), der in Kufa als Mufti wirkte, überliefert, dass er es für einen Teil der Sunna hielt, die beiden ersten Kalifen Abū Bakr und ʿUmar ibn al-Chattāb zu lieben und ihren Vorrang zu kennen. Ein Schüler von Masrūq, der Gelehrte asch-Schaʿbī (gest. zwischen 721 und 729), der während des Bürgerkriegs zuerst auf der Seite der Schiiten von Kufa gestanden, sich dann aber angewidert von ihrem Fanatismus von ihnen abgewandt hatte und schließlich in den Dienst des umaiyadischen Kalifen ʿAbd al-Malik trat, popularisierte dieses Konzept von sunna. Von asch-Schaʿbī wird auch überliefert, dass er Anstoß an dem Hass der Kaisāniten auf ʿĀʾiša bint Abī Bakr nahm und diesen als einen Verstoß gegen die Sunna des Propheten verurteilte.
In späterer Zeit wird der Ausdruck Sunna anstelle der längeren Ausdrücke ahl as-sunna bzw. ahl as-sunna wa-l-ǧamāʿa auch als Gruppenbezeichnung für die Sunniten verwendet. Üblicherweise geschieht dies dann, wenn die Sunniten als Konfessionsgruppe den Schiiten gegenübergestellt werden. So schreibt zum Beispiel schon Ibn al-Dschauzī (gest. 1200) in seiner Weltchronik al-Muntaẓam in seinem Eintrag zum Jahr 408 der Hidschra (= 1017 n.Chr.), dass in diesem Jahr „die Kämpfe zwischen Schia und Sunna“ (al-fitna bain aš-šīʿa wa-s-sunna) eskalierten. Später wurde sie unter anderem von dem panislamischen Denker Raschīd Ridā in seiner 1928/29 veröffentlichten Abhandlung as-Sunna wa-š-šiʿa au al-Wahhābīya wa-r-Rāfiḍa: Ḥaqāʾiq dīnīya taʾrīḫīya iǧtimaʿīya iṣlaḥīya („Sunna und Schia, oder Wahhabiten und Rāfiditen: religionsgeschichtliche, soziale und reformbezogene Tatsachen“) benutzt. Das Wortpaar Sunna-Schia wird auch in der westlichen wissenschaftlichen Literatur über den sunnitisch-schiitischen Gegensatz gerne verwendet.

### Ahl as-Sunna
Einer der frühesten Belege für die Bezeichnung ahl as-sunna („Leute der Sunna“) stammt von dem basrischen Gelehrten Muhammad Ibn Sīrīn (gest. 728). Er wird im Ṣaḥīḥ von Muslim ibn al-Haddschādsch mit der Aussage zitiert: „Früher hat man nicht nach dem Isnād gefragt. Als aber die Fitna ausbrach, sagte man: ‚Nennt uns Eure Gewährsleute‘. Man schaute dann auf sie: Wenn es Leute der Sunna (ahl as-sunna) waren, übernahm man ihren Hadith. Wenn es aber Leute der Neuerungen (ahl al-bidaʿ) waren, übernahm man ihren Hadith nicht.“ G. H. A. Juynboll vermutet, dass das Wort Fitna in dieser Aussage nicht den ersten Bürgerkrieg (656–661) nach der Ermordung von ʿUthmān ibn ʿAffān meint, sondern den zweiten Bürgerkrieg (680–692), in dem die islamische Gemeinschaft in vier Parteien (ʿAbdallāh ibn az-Zubair, die Umayyaden, die Schiiten unter al-Muchtār ibn Abī ʿUbaid und die Charidschiten) zerfallen war. Der Begriff ahl sunna kennzeichnete in dieser Situation diejenigen, die sich von ketzerischen Lehren der verschiedenen Kriegsparteien fernhielten.
Der Ausdruck ahl as-sunna war immer eine lobende Bezeichnung. Abū Hanīfa (gest. 767), der mit den Murdschi'a sympathisierte, bestand darauf, dass diese „Leute der Gerechtigkeit und Leute der Sunna“ (ahl al-ʿadl wa-ahl as-sunna) seien. Nach Josef van Ess bedeutete der Ausdruck damals nicht viel mehr als „honorige und rechtgläubige Menschen“. In hanafitischen Kreisen blieben die Bezeichnungen ahl as-sunna und ahl al-ʿadl („Leute der Gerechtigkeit“) noch lange miteinander austauschbar. So verwendete der Hanafit Abū l-Qāsim as-Samarqandī (gest. 953), der für die Samaniden einen offiziellen Katechismus verfasste, mal die eine und mal die andere Bezeichnung für die eigene Gruppe.
Singular zu ahl as-sunna war ṣāḥib sunna („Anhänger der Sunna“). Diesen Ausdruck verwendete zum Beispiel ʿAbdallāh ibn al-Mubārak (gest. 797) für eine Person, die sich von schiitischen, charidschitischen, qadaritischen und murdschiitischen Lehren fernhielt. Daneben wurde für die einzelne Person auch das Nisba-Adjektiv sunnī verwendet. So wird überliefert, dass der kufische Korangelehrte Abū Bakr ibn ʿAiyāsch (gest. 809) einmal gefragt wurde, wer ein sunnī sei. Er soll daraufhin geantwortet haben: „Derjenige, der, wenn die Ketzereien erwähnt werden, sich für nichts davon begeistert.“ Der andalusische Gelehrte Ibn Hazm (gest. 1064) lehrte später, dass sich diejenigen, die sich zur Religion des Islams bekennen, insgesamt in vier Gruppen teilen: ahl as-sunna, Muʿtaziliten, Murdschiiten, Schiiten und Charidschiten. Die Muʿtaziliten sind hier an die Stelle der Qadariten getreten.
Im 9. Jahrhundert begann man, den Begriff ahl as-sunna mit positiven Zusätzen zu erweitern. Abū l-Hasan al-Aschʿarī benutzte für die eigene Gruppe gerne solche Wendungen wie ahl as-sunna wa-l-istiqāma („Leute der Sunna und Geradheit“), ahl as-sunna wa-l-ḥadīṯ („Leute der Sunna und des Hadith“) oder ahl al-ḥaqq wa-s-sunna („Leute der Wahrheit und der Sunna“).

### Ahl as-Sunna wa-l-Dschamāʿa
Wann und wo die Wendung ahl as-sunna wal-ǧamāʿa („Leute der Sunna und der Gemeinschaft“) zum ersten Mal aufkam, ist nicht ganz klar. Der abbasidische Kalif Al-Ma'mūn (reg. 813–33) kritisierte in seinem ersten Mihna-Edikt eine Gruppe von Menschen, die „sich selber mit der Sunna in Verbindung brachten“ (nasabū anfusa-hum ilā s-sunna) und behaupteten, sie seien die „Leute der Wahrheit, der Religion und der Gemeinschaft“ (ahl al-ḥaqq wa-d-dīn wa-l-ǧamāʿa). Sunna und ǧamāʿa werden hier also schon in eine Verbindung gebracht. Als Paar kommen die beiden Begriffe im 9. Jahrhundert auch schon in Buchtiteln vor. So wird berichtet, dass der Ahmad-ibn-Hanbal-Schüler Harb ibn Ismāʿīl as-Sīrdschānī (gest. 893) eine Schrift mit dem Titel as-Sunna wa-l-ǧamāʿa erstellte, zu der der Muʿtazilit Abū l-Qāsim al-Balchī später eine Widerlegung verfasste. Abū ʿAlī al-Dschubbā'ī (gest. 916) berichtet in seinem Kitāb al-Maqālāt, dass Ahmad ibn Hanbal seinen Schülern das Prädikat sunnī ǧamāʿī („dschamāʿitischer Sunnit“) zuerkannte. Dies deutet darauf hin, dass die Hanbaliten die Wendung ahl as-sunna wal-ǧamāʿa als erste als Selbstbezeichnung verwendeten.
Aber auch die von Muhammad ibn Karrām (gest. 859) begründete Karrāmīya berief sich auf Sunna und Gemeinschaft. Sie überlieferte zum Lob ihres Schulgründers einen Hadith, wonach der Prophet Mohammed vorausgesagt hatte, dass am Ende der Zeit ein Mann namens Muhammad ibn Karrām auftreten werde, der die Sunna und die Gemeinschaft (as-sunna wal-ǧamāʿa) wiederbeleben und eine Hidschra von Chorasan nach Jerusalem vollziehen werde, so wie er selbst eine Hidschra von Mekka nach Medina vollzogen habe. Nach dem Zeugnis des transoxanischen Gelehrten Abū l-Yusr al-Bazdawī (gest. 1099) sagten die Kullābiten, also die Anhänger des basrischen Gelehrten Ibn Kullāb (gest. 855), ebenfalls von sich, dass sie zu den ahl as-sunna wal-ǧamāʿa gehörten.
Abū l-Hasan al-Aschʿarī verwendete den Ausdruck ahl as-sunna wal-ǧamāʿa kaum, sondern griff lieber auf andere Zusammensetzungen zurück. Spätere Aschʿariten wie al-Isfarā'īnī (gest. 1027) und ʿAbd al-Qāhir al-Baghdādī (gest. 1078) machten sich aber die Phrase ahl as-sunna wal-ǧamāʿa ebenfalls zu eigen und verwendeten sie in ihren Werken als Bezeichnung für die Lehren der eigenen Schule. Nach al-Bazdawī sagten zu seiner Zeit alle Anhänger al-Aschʿarīs von sich, zu den ahl as-sunna wal-ǧamāʿa zu gehören. Um diese Zeit war der Ausdruck aber auch schon zur Selbstbezeichnung der hanafitischen Māturīditen in Transoxanien geworden, vielfach verwendet von Abū l-Laith as-Samarqandī (gest. 983), Abū Schakūr as-Sālimī (gest. 1086) und al-Bazdawī selbst. Sie verwendeten den Begriff zur Abgrenzung von „Gegnern jeder Couleur“, darunter auch den Hanafiten im Westen, die Anhänger der Muʿtazila waren. Al-Bazdawī grenzte die ahl as-sunna wal-ǧamāʿa auch von den ahl al-ḥadīṯ ab, weil diese seiner Auffassung nach hinsichtlich des Korans abweichende Lehren vertraten.
Nach Schams ad-Dīn al-Maqdisī (Ende 10. Jh.) war der Ausdruck ahl as-sunna wal-ǧamāʿa zu seiner Zeit eine lobende Bezeichnung, der auf einer ähnlichen Ebene wie der Ausdruck ahl al-ʿadl wa-t-tauḥīd („Leute der Gerechtigkeit und des Einheitsbekenntnisses“), der für die Muʿtaziliten benutzt wurde, oder allgemeinen Bezeichnungen wie Mu'minūn („Gläubige“) oder aṣḥāb al-hudā („Leute der Rechtleitung“) für Muslime, die als rechtgläubig betrachtet wurden. Da der Ausdruck ahl as-sunna wa-l-ǧamāʿa ebenfalls immer mit einem Anspruch auf Rechtgläubigkeit verbunden war, wird er in manchen wissenschaftlichen Veröffentlichungen auch mit Begriffen wie „the orthodox“ oder „die Orthodoxie“ übersetzt.
Hinsichtlich der Frage, was der Begriff ǧamāʿa in der Phrase ahl as-sunna wal-ǧamāʿa genau bedeutet, gibt es unter den muslimischen Gelehrten unterschiedliche Auffassungen. In dem sunnitischen Glaubensbekenntnis von at-Tahāwī (gest. 933) wird ǧamāʿa mehrfach kontrastiv dem arabischen Begriff furqa („Spaltung, Sektierertum“) gegenübergestellt. So erklärt at-Tahāwī, dass man ǧamāʿa als wahr und richtig (ḥaqq wa-ṣawāb) betrachte, furqa dagegen als Abirrung und Strafe (zaiġ wa-ʿaḏāb). Ibn Taimīya meinte, dass ǧamāʿa als Gegenbegriff zu furqa die Bedeutung von iǧtimāʿ („Zusammenkommen, Zusammensein, Übereinkunft“) habe. Außerdem stellte er eine Verbindung zum Prinzip des Idschmāʿ her, das bei den Sunniten die dritte Rechtsquelle nach dem Buch (= Koran) und der Sunna bildet. Der osmanische Gelehrte Muslih ad-Dīn al-Qastallānī (gest. 1495) war dagegen der Auffassung, dass mit der ǧamāʿa in diesem Ausdruck der „Weg der Prophetengefährten“ (ṭarīqat aṣ-ṣaḥāba) gemeint sei. Der moderne indonesische Theologe Nurcholish Madjid (gest. 2005) deutete ǧamāʿa als ein inklusivistisches Konzept: Es sei damit eine Gemeinschaft gemeint, die offen für Pluralismus und Dialog sei und Differenzen zwischen den Muslimen nicht zu sehr betone.

## Sunnitische Bekenntnisschriften
Die Glaubenslehren der Sunniten werden in verschiedenen Bekenntnisschriften und Glaubensbekenntnissen festgehalten, die die wichtigsten Punkte in Form einer Liste nach Art eines Katechismus zusammenfassen. Die einzelnen Lehrpunkte unterscheiden sich hierbei je nach Zugehörigkeit des Autors zu einer bestimmten Lehrtradition. Zu den wichtigsten Bekenntnisschriften und Glaubensbekenntnissen, die explizit den Anspruch erheben, die Lehre der Sunniten (ahl as-sunna wal-ǧamāʿa oder ähnlich) darzustellen, gehören:
- der auf Ahmad ibn Hanbal zurückgeführte Text, in dem dieser definiert, „was die Eigenschaft des Gläubigen von den Sunniten“ (ṣifat al-muʾmin min ahl as-sunna wa-l-ǧamāʿa) ist. Der Text ist in zwei Versionen in dem Werk Ṭabaqāt al-Ḥanābila des hanbalitischen Qādī Ibn Abī Yaʿlā (gest. 1131) überliefert. Die erste Version entstammt einem Traktat über die Sunna von Ahmad ibn Hanbals Schüler Muhammad ibn Habīb al-Andarānī, die zweite wird auf Ahmads Schüler Muhammad ibn Yūnus as-Sarachsī zurückgeführt.[68]
- die beiden Glaubensbekenntnisse von Abū l-Hasan al-Aschʿarī in seinen Werken Maqālāt al-islāmīyīn[69] und Kitāb al-Ibāna ʿan uṣūl ad-diyāna.[50] Ersteres wird als Lehre der ahl al-ḥadīṯ wa-s-sunna ausgewiesen, letzteres als die Lehre der ahl al-ḥaqq wa-s-sunna.
- die Bekenntnisschrift des ägyptischen Hanafiten at-Tahāwī (gest. 933), bekannt auch unter dem Titel Bayān as-sunna wa-l-ǧamāʿa („Darlegung von Sunna und Gemeinschaft“). Sie ist ab dem 13. Jahrhundert häufig kommentiert worden.[70]
- das „Qādiritische Glaubensbekenntnis“ (al-iʿtiqād al-Qādirī), das in der Weltchronik al-Muntaẓam von Ibn al-Dschauzī erwähnt und auf den abbasidischen Kalifen al-Qādir (gest. 1031) zurückgeführt wird. Der Kalif al-Qā'im soll diesen Text, der am Ende als „Lehre der Sunniten“ (qaul ahl as-sunna wal-ǧamāʿa) ausgewiesen wird, im Jahre 433 der Hidschra (= 1041/42 n. Chr.) vor einer Versammlung von Asketen und Gelehrten im Kalifenpalast verlesen haben.[71]
- das Glaubensbekenntnis des māturīditischen Gelehrten Abū l-Yusr al-Bazdawī (gest. 1099) in seinem dogmatischen Handbuch Kitāb Uṣūl ad-Dīn.[72]
- das Glaubensbekenntnis al-Ghazālīs (gest. 1111) im zweiten Buch seiner religiösen Enzyklopädie Iḥyāʾ ʿulūm ad-dīn. Es ist überschrieben mit „Das Glaubensbekenntnis der Sunniten in den zwei Phrasen der Schahāda“ (ʿAqīdat ahl as-sunna fī kalimatai aš-šahāda) und behandelt zunächst die Gotteslehre und dann die übrigen Lehrpunkte.[73] Es liegen eine englische[74] und eine deutsche Übersetzung[75] vor.
- die māturīditische Bekenntnisschrift ʿUmdat ʿAqīdat ahl as-sunna wa-l-ǧamāʿa („Die Stütze des Bekenntnisses der Leute der Sunna und der Gemeinschaft“) von Abū l-Barakāt an-Nasafī (gest. 1310). Sie wurde 1843 von William Cureton unter dem Titel „Pillar of the Creed of the Sunnites“ ediert.[76]
- die Bekenntnisschrift al-ʿAqīda al-Wāsiṭīya von Ibn Taimīya (1263–1328),[77] die später vor allem bei den Wahhabiten und den Ahl-i Hadīth eine wichtige Bedeutung erhielt. Sie wurde von Henri Laoust ins Französische,[78] von Merlin Swartz ins Englische[79] und von Clemens Wein ins Deutsche[80] übersetzt.
- das 500 Verse umfassende Lehrgedicht Iḍāʾat ad-duǧunna fī iʿtiqād ahl as-sunna des aschʿaritischen Gelehrten al-Maqqarī (gest. 1632).[81] Es ist stark auf den Kalām ausgerichtet, ist häufig kommentiert worden und bis heute in Mauretanien Teil des Lehrplans.[82]
- eine Liste mit zehn sunnitischen Glaubenssätzen im ersten Kapitel des persisch verfassten Werks Maʿrifat al-maḏāhib des hanafitischen Gelehrten Mahmūd-i Tāhir Ghazzālī, das vor 1634 verfasst wurde, hauptsächlich in Indien rezipiert worden ist und 1956 von ʿAlī Asghar Hikmat ediert wurde.[83] Die Liste wird mit der Aussage eingeleitet, dass ʿAbdallāh ibn ʿAbbās gesagt habe, dass jeder, der diese zehn Dinge anerkenne, ein Sunnit sei. Ein Punkt, der Mahmūd-i Tāhir Ghazzālīs Liste von anderen sunnitischen Glaubensbekenntnissen unterscheidet, ist die besondere Hervorhebung von Jerusalem. So ist der dritte Glaubenssatz in dieser Liste „die Verehrung der beiden Qiblas, nämlich Jerusalem, die die Qibla aller Propheten ist, und die Kaaba, die die Qibla Mohammeds ist.“ Eine weitere Besonderheit ist, dass nach dem neunten Glaubenssatz der sunnitische Gläubige nur zwei Dinge als Fard-Pflicht erfüllen muss, nämlich die Verrichtung der Salāt und die Leistung der Zakāt.[84]
- die ʿAqīdat ahl as-sunna wa-l-ǧamāʿa des wahhabitischen Gelehrten Muhammad ibn Sālih al-ʿUthaimīn (1925–2001). Sie wurde in den 1980er Jahren erstmals veröffentlicht.[85]

Daneben gibt es auch kurze Texte, die die wichtigsten Lehrunterschiede zwischen den verschiedenen dogmatischen Lehrrichtungen erklären. Hierzu gehört zum Beispiel die Risāla fī l-iḫtilāf baina al-Ašāʿira wa-l-Māturīdīya fī iṯnatai ʿašara masʾala („Abhandlung über die Meinungsverschiedenheit zwischen Aschʿariten und Māturīditen in zwölf Punkten“) des osmanischen Gelehrten Ibn Kamāl Pascha (gest. 1534).

## Die sunnitischen Glaubenslehren nach den Bekenntnisschriften
Mehrere der erwähnten sunnitischen Bekenntnisschriften definieren den Glauben als sechsteilig: Er besteht aus dem Glauben an 1. Gott, 2. seine Engel, 3. seine Bücher, 4. seine Gesandten, 5. den jüngsten Tag bzw. die Auferstehung nach dem Tode und 6. die Vorherbestimmung des Guten und Schlechten. Die Systematik dieser Liste, die auf dem Gabriel-Hadith in seiner auf ʿUmar ibn al-Chattāb zurückgeführten Version fußt, wird der nachfolgenden Darstellung der sunnitischen Glaubenslehren zugrunde gelegt.

### Gott

#### Die Einheit Gottes
Im Zentrum des sunnitischen Bekenntnisses steht der Tauhīd, der Glaube an die Einheit Gottes. Gott ist ein einziger (fard) Gott, neben dem es keinen anderen Gott gibt. Er ist alleinstehend (munfarid), hat keinen Teilhaber (šarīk), keinen Partner (nidd), kein Gegenstück (maṯīl) und keinen Widersacher (ḍidd). Er hat sich weder eine Gefährtin noch Kinder genommen, hat weder gezeugt, noch ist er gezeugt.
Gott hat alles erschaffen, die Jahre und Zeiten, Tag und Nacht, Licht und Dunkelheit, die Himmel und die Erde, alle Arten von Geschöpfen, die sich darauf befinden, das Festland und das Meer, und alles Lebendige, Tote und Feste. Bevor er dies alles erschuf, war er völlig allein, ohne dass etwas bei ihm war. Im Gegensatz zu seiner Schöpfung hat Gott eine überzeitliche Natur. Er ist anfangslos (azalī), weil er seit aller Ewigkeit besteht und ihm nichts vorausgeht, und er ist endlos (abadī), weil er ohne Unterbrechung in alle Ewigkeit weiterexistiert. Er ist der Erste und der Letzte, wie es im Koran (Sure 57:3) heißt. Gott hat die Schöpfung nicht deswegen hervorgebracht, weil er ihrer bedurfte, sondern zur Demonstration seiner Macht und als Realisierung seines vorausgegangenen Willens und seiner uranfänglichen Rede. Gott ist Schöpfer, hat aber keinerlei Bedürfnis. Er benötigt keine Nahrung oder Speise, fühlt sich nicht einsam und pflegt mit niemandem Gesellschaft.

#### Seine Transzendenz
Ein wichtiges Prinzip der sunnitischen Gotteslehre ist das Freisprechen (tanzīh) Gottes von allen Eigenschaften des Geschaffenen. Mit diesem Prinzip, das die Transzendenz Gottes betont, hält der sunnitische Islam die Mitte zwischen der Verähnlichung (tašbīh) Gottes mit der Schöpfung auf der einen und der völligen Entleerung (taʿṭīl) Gottes von Eigenschaften auf der anderen Seite. Gott ist weder ein geformter Körper, noch eine begrenzte oder abschätzbare Substanz. Er kann auch nicht wie Substanzen zugemessen oder geteilt werden. Vielmehr ist es so, wie der Koran (Sure 42:11) sagt, dass es nichts gibt, das ihm gleicht.
Gott hat weder Grenzen, noch Enden, Ecken, Glieder oder Organe und ist auch nicht wie die erschaffenen Dinge durch Richtungen fassbar. Es gibt weder Gefilde, die ihn enthalten, noch Erden oder Himmel, die ihn umschließen. Gott wohnt keiner Sache inne, so wie auch keine Sache ihm innewohnt. Gott ist über allem anderen, auch über dem Himmel, doch ist er gleichzeitig jeder existierenden Sache nahe. Dem Menschen ist er sogar näher als die eigene Halsschlagader. Seine Nähe ähnelt aber nicht der Nähe von Körpern. Das, was in Koran und Sunna über Gottes Nähe gesagt wird, widerspricht nicht dem, was von seiner Höhe gesagt wird, weil er hoch in seiner Nähe und nah in seiner Höhe ist.
Gott gleicht auch nicht den Menschen, sondern entzieht sich jeglichen Vorstellungen (auhām) und jeglichem Verständnis (afhām). Er ist lebendig (ḥaiy), aber stirbt nicht; er ist wach (qaiyūm), aber schläft nicht, da ihn weder Schlaf noch Schlummer erfasst. Die Sunniten bekennen zwar, dass Gott zwei Hände, zwei Augen und ein Gesicht hat, sowie es im Koran steht, aber ohne nach dem Wie zu fragen (bi-lā kaif). Gott ist zornig und ist zufrieden, aber nicht wie eines seiner Geschöpfe. Die Jahre und Zeiten machen ihn nicht alt. Sie können ihn nicht verändern, da er sie selbst erschaffen hat.
Vor dem Hintergrund der Bemühungen, Gott von jeglichem Anthropomorphismus freizusprechen, erhalten die koranischen Aussagen, dass „Gott sich auf dem Thron zurechtgesetzt hat“ (istawā ʿalā l-ʿarš; Sure 7:54; 20:5), in den sunnitischen Glaubensbekenntnissen besonders viel Aufmerksamkeit. Das Glaubensbekenntnis al-Qādirs betont, dass Gott sich auf dem Thron (ʿarš) „nicht nach Art des Ausruhens der Geschöpfe“ zurechtgesetzt hat und er diesen Thron erschaffen hat, obwohl er ihn nicht brauchte. Das Glaubensbekenntnis al-Ghazālīs konstatiert, dass das „Sich-Zurecht-Setzen“ frei von Berührung (mumāssa; sc. mit dem Thron), von Verweilen (istiqrār) und Innewohnen (ḥulūl) ist. Nicht der Thron trägt Gott, sondern der Thron und seine Träger werden durch die Huld seiner Macht getragen. Nach al-Aschʿarī bekennen die Sunniten, dass Gott auf seinem Throne ist, ohne aber nach dem Wie zu fragen. Auch wenn Gott des Throns und dessen, was darunter ist, nicht bedarf, weil er räumlich alles einnimmt, auch das, was über ihm ist, sind Thron und Schemel (kursī) eine Realität.

#### Seine Namen und Attribute
Die Sunniten bekennen, dass man von den Namen Gottes nicht sagen darf, dass sie etwas anderes sind als Gott, wie es Muʿtaziliten und Charidschiten behaupten. Vielmehr lehren sie, dass es für die im Koran erwähnten Namen Gottes jeweils korrelierende Attribute (ṣifāt) gibt, die in ihm bestehen: Gott ist lebendig durch Leben (ḥayāh), wissend durch Wissen (ʿilm), mächtig durch Macht (ʿqudra), wollend durch Willen (irāda), hörend durch Gehör (samʿ), sehend durch Sehkraft (baṣar) und redend durch Rede (kalām). Die Attribute sind weder identisch mit Gott, noch sind sie etwas anderes als er. Gott werden nur diejenigen Attribute zugeschrieben, die er sich selbst (sc. im Koran) zugeschrieben hat oder die ihm sein Prophet zugeschrieben hat. Und jedes Attribut, das er sich selbst oder sein Prophet ihm zugeschrieben hat, ist ein wirkliches Attribut, kein Attribut im übertragenen Sinn.
Gottes Attribute ähneln allerdings nicht den Attributen der Geschöpfe, so wie auch sein Wesen (ḏāt) nicht den Wesenheiten der Geschöpfe ähnelt. Vielmehr unterscheidet sich Gott von seiner Schöpfung durch seine Attribute. Sunniten behaupten deswegen auch keine Ähnlichkeit zwischen Gottes Attributen und den Eigenschaften seiner Geschöpfe, denn keiner ist ihm namensgleich (samī) und er kann auch mit niemandem verglichen werden. Wer auch immer Gott eine menschliche Eigenschaft beilegt, wird zum Ungläubigen.
Seine Macht (qudra)
Alles, was nicht Gott ist, hat er mit seiner Macht (qudra) erschaffen. Gott ist mächtig (qādir), gewaltig (ǧabbār) und bezwingend (qahhār). Er besitzt Stärke (ʿizza), Herrschaft (sulṭān), oberste Gewalt (mulk) und Königtum (malakūt). Die Sunniten halten auch daran fest, dass Gott Kraft (qūwa) hat.
Gottes Macht erstreckt sich auf jede Sache, und es gibt nichts, das ihn unfähig macht. Er ist erhaben über alle Widersacher (aḍdād) und Gegenspieler (andād). Es gibt niemanden, der seinen Beschluss zurückweist oder ändert oder seinen Befehl überwindet. Niemand ist ihm ebenbürtig (kafw).
Sein Wissen (ʿilm)
Gott weiß alles, was gewusst werden kann. Sein Wissen umfasst alles von den Grenzen der Erde bis zu den höchsten Himmeln. Es ist so genau, dass ihm nicht das Gewicht eines Atoms auf der Erde oder im Himmel entgeht, und er auch um das Krabbeln der Schwarzen Ameise auf dem harten Felsen in der dunklen Nacht weiß. Er weiß das Geheime und Verborgene und ist über alle Einfälle, Gemütsbewegungen und geheimen Gedanken der Menschen unterrichtet. Auch weiß er über all ihre Verhältnisse, ihren Lebensunterhalt und ihre Sterbestunde Bescheid. Er weiß, was gewesen ist, was sein wird und wie das, was nicht sein wird, wäre, wenn es gewesen wäre.
Gottes Wissen ist dabei das uranfängliche Wissen, das seit aller Ewigkeit zu seinen Attributen gehört. Es ist kein erworbenes (ġair mustafād) Wissen und auch keines, das sich in seinem Wesen durch Inhärenz oder Wandel einstellt. Gott hat auch die Geschöpfe durch sein Wissen erschaffen, und alles, was geschieht, geschieht nach seinem Wissen.
Sein Wille (mašīʾa)
Die Sunniten lehren, dass es auf der Erde nichts Gutes und nichts Schlechtes gibt außer dem, was Gott will, und dass die Dinge nach dem Willen Gottes geschehen. Was Gott will, geschieht, und was er nicht will, geschieht nicht. Weder der flüchtige Blick eines Blickenden noch ein flüchtiger Gedanke fallen aus seinem Willen heraus.
Auch die Menschen haben nur dann Willen, wenn Gott dies für sie will. Was immer Gott für sie will, geschieht. Und was Er nicht will, geschieht nicht. Der Mensch hat auch keine Kraft, Gott zu gehorchen, außer durch Gottes Willen. Allerdings hat Gott das Schlechte nicht befohlen und findet an ihm kein Gefallen, auch wenn er hinsichtlich dessen ein Wollender ist.
Gott macht, was er will, doch ist er niemals ungerecht (ẓālim). Aus Güte (faḍlan) führt er den rechten Weg und schützt er, wen er will, und aus Gerechtigkeit (ʿadlan) führt er in die Irre, lässt er im Stich und prüft er, wen er will. So sind alle seinem Willen unterworfen, zwischen Güte und Gerechtigkeit. Auch wenn die Dinge, die in der Zeit geschehen, genauso so geschehen, wie Gott sie schon vor aller Ewigkeit festgelegt und gewollt hat, bleibt der Wille in seinem Wesen als Attribut bestehen.
Sein Hören (samʿ) und Sehen (baṣr)
Die Sunniten halten am Hören und Sehen fest und sprechen es Gott nicht ab, wie es die Muʿtaziliten tun. Gott hört und sieht, wobei ihm nichts Hörbares entgeht, auch wenn es versteckt ist, und ihm nichts Sichtbares verborgen bleibt, selbst wenn es äußerst klein ist. Ferne hindert ihn nicht am Hören, und Dunkelheit nicht am Sehen. Er sieht ohne Pupille und Augenlider, und er hört ohne Gehörgänge und Ohren.
Seine Rede (kalām)
Eine besondere Bedeutung unter den Attributen Gottes hat die Rede Gottes. Mit ihr gebietet, verbietet, verheißt und droht Gott. Zur Rede Gottes gehört auch das Schöpfungswort kun („Sei!“). Will Gott etwas, so sagt er zu ihm: „Sei“, und es ist. Die Rede Gottes selbst ist dagegen anfangslos und geht allem anderen voraus. Zur Rede Gottes gehört aber auch der Koran. Wer sagt, dass die Rede Gottes in irgendeiner Weise erschaffen ist, ist nach dem Glaubensbekenntnis des Kalifen al-Qādir ein Ungläubiger, dessen Blut vergossen werden darf, nachdem man ihn zur Tauba aufgefordert hat.
Die Rede Gottes besteht in seinem Wesen und ähnelt nicht der Rede der Geschöpfe. Gott ist zwar ein Redender, aber nicht durch ein geschaffenes Organ, wie das Organ der Geschöpfe. Umstritten war unter den Sunniten, ob die Rede Gottes hörbar ist. Während al-Aschʿarī dies bejahte, meinte al-Māturīdī, dass die Rede Gottes nicht hörbar ist, sondern nur das, was auf sie hinweist. Nach al-Ghazālī ist die Rede Gottes kein Laut und entsteht auch nicht durch Ausstoß von Luft oder verschiedene Arten von Artikulation. Mose habe die Rede Gottes in dieser lautlosen und unartikulierten Form im Brennenden Dornbusch vernommen. An-Nasafī betont hingegen, dass die Rede Gottes im Gegensatz zum Schweigen steht.
Der Dissens über Gottes Tätigkeitsattribute
Einer der wichtigsten Unterschiede zwischen Aschʿarīya und Māturīdīya betrifft die sogenannten Tätigkeitsattribute (ṣifāt al-fiʿl) Gottes, zu denen insbesondere sein Erschaffen (takwīn) gehört. Nach der aschʿaritischen Lehre sind diese Tätigkeitsattribute erst in der Zeit aufgetretene Attribute (ṣifāt ḥādiṯa), für die Māturīdīya dagegen anfangslose Attribute (ṣifāt azalīya). Letztere Ansicht teilte auch at-Tahāwī. Er erklärt, dass Gott durch die Erschaffung der Dinge keine zusätzlichen Attribute erhalten habe: Den Namen al-Chāliq („Schöpfer“) habe er nicht erst durch die Schöpfung erhalten, den Namen al-Bārī („Erschaffender“) nicht erst durch die Erschaffung der Geschöpfe. Er habe auch den Charakter der Herrschaftlichkeit ohne Beherrschte und den Charakter des Neubelebers der Toten schon vor dem Akt der Belebung gehabt.
Unterschiedlich eingeordnet wird auch das Attribut der Weisheit (ḥikma), durch die Gott weise (ḥakīm) ist. Während die Matūridīten Gottes Weisheit für ein anfangsloses Attribut halten, differenzieren die Aschʿariten zwischen der Weisheit im Sinne von Wissen (ʿilm) und der Weisheit im Zusammenhang mit den religionsgesetzlichen Bestimmungen (aḥkām). Während sie erstere für ein anfangsloses Attribut halten, betrachten sie letztere als ein in der Zeit entstandenes Attribut.

### Engel und andere Geistwesen

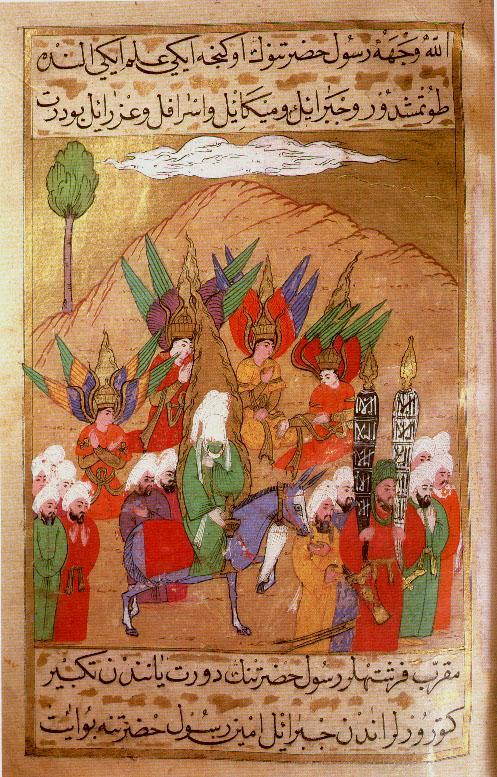
Mohammed in Begleitung der vier Erzengel Gabriel, Michael, Isrāfīl und ʿIzrā'īl. Türkisches Siyer-i-Nebi-Werk, 1595.

Die Sunniten glauben des Weiteren an die Engel. Gott hat die Engel vor den Menschen verborgen, so dass sie sie üblicherweise nicht sehen. Nur manchmal enthüllt er sie vor einzelnen von ihnen. So ist der Erzengel Gabriel dem Propheten das eine Mal in seiner wirklichen Gestalt mit 600 Flügeln, die den Horizont ausfüllte, erschienen, das andere Mal, als er im Kreise seiner Gefährten weilte, in der Gestalt eines weißgekleideten Reisenden.
Die Engel haben Aufgaben, mit denen sie von Gott betraut sind. Der Engel Gabriel hat die Aufgabe, Gottes Offenbarung den von ihm ausgewählten Propheten zu überbringen. Der Engel Michael ist über den Regen und die Pflanzenwelt eingesetzt. Der Engel Isrāfīl ist damit beauftragt, beim Donnern und bei der Auferstehung in die Posaune zu blasen. Des Weiteren gehören zu den Engeln die edlen Schreiberengel, die Gott zur Aufsicht über die Menschen eingesetzt hat, und der Engel des Todes, der damit beauftragt ist, die Seelen (wörtl. Geister) der Weltenbewohner zu ergreifen.
Anders als es die Muʿtaziliten und Dschahmiten lehren, glauben die Sunniten, dass der Satan dem Menschen einflüstert, ihm Zweifel eingibt und ihn schlägt, wie es im Koran (Sure 2:275) heißt. Menschen, Dschinn, Engel und Satane sind jedoch alle von Gott durch seine Macht erschaffen und seinem Willen unterworfen. Selbst wenn sich Menschen, Dschinn, Engel und Satane zusammentäten, um auf der Welt ein Atom zu bewegen oder es anzuhalten, wären sie dazu ohne seinen Willen nicht imstande.

### Die Bücher Gottes, der Koran
Die Sunniten glauben außerdem an die Bücher Gottes, die auf Gesandte Gottes herabgesandt wurden. Hierzu gehören der Koran, die Tora, das Evangelium und die Psalmen.
Der Koran ist nach sunnitischer Auffassung die Rede Gottes. Wer ihn hört und ihn für menschliche Rede hält, ist nach dem sunnitischen Glaubensbekenntnis von at-Tahāwī ein Ungläubiger. Der Koran ist als Rede Gottes von dem „zuverlässigen Geist“ (ar-rūḥ al-amīn; Sure 26:193) herabgebracht und Mohammed gelehrt worden. Gott hat ihn als Eingebung (waḥy) auf seinen Gesandten herabgesandt. Der Weg der Rede Gottes zur Gemeinschaft der Muslime ist ein mehrstufiger Prozess: Gott hat sie ausgesprochen, der Engel Gabriel hat sie gehört und Mohammed wiederholt, Mohammed hat sie seinen Gefährten wiederholt, und diese haben sie der Umma wiederholt.
Als Rede Gottes ist der Koran nach sunnitischer Auffassung unerschaffen. Die Lehre von der Erschaffenheit des Korans wird von den Sunniten zurückgewiesen. Wer diese Lehre vertritt, ist ein Ungläubiger. Der Koran wird mit den Zungen rezitiert, in Büchern niedergeschrieben, in den Herzen memoriert, und bleibt dennoch immer die unerschaffene Rede Gottes, die in seinem Wesen besteht, weil sie unteilbar ist und durch die Überführung in die Herzen auf die Blätter nicht aufgespalten wird. At-Tahāwī spezifiziert, dass der Koran nicht erschaffen ist wie die Rede der Menschen. Er ist vielmehr in ungeklärter Weise als Wort (qaul) von Gott ausgegangen. Ibn Taimīya erklärt, dass der Koran von Gott ausgegangen und zu ihm auch (sc. am Ende der Zeiten) zurückkehren wird.

### Die Propheten Gottes

#### Die Propheten und ihre Botschaft
Das Bekenntnis zu den Propheten Gottes gehört ebenfalls zum sunnitischen Glauben. Der erste der Propheten ist Adam. Der Urvertrag (mīṯāq), den Gott gemäß Sure 7:172–3 mit ihm und seiner Nachkommenschaft schloss, ist nach sunnitischem Glauben eine Realität. Gott hat Abraham zum Freund (ḫalīl) genommen und Mose direkt angesprochen. Der letzte der Propheten ist Mohammed aus dem Stamm der Quraisch. Die Sunniten unterscheiden nicht zwischen den Gesandten Gottes, (sc. indem sie einzelne von ihnen verwerfen), sondern halten alles für wahr, was sie gebracht haben.
Gott hat die Propheten berufen und ihre Wahrhaftigkeit durch offenkundige Wunder sichtbar bekundet. Die Propheten haben Gottes Gebot und Verbot, seine Verheißung und Androhung übermittelt, und den Menschen obliegt es, das, was sie gebracht haben, für wahr zu halten. Gott hat den Menschen die Gehorsamshandlung (ṭāʿa) befohlen und die Widersetzlichkeit (maʿṣiya) verboten. Gottes Recht auf die Gehorsamshandlungen ist für die Menschen nicht allein durch den Verstand (bi-muǧarrad al-ʿaql) eine Verpflichtung, sondern auch dadurch, dass er sie durch die mündliche Übermittlung seiner Propheten zu einer Pflicht gemacht hat.

#### Die Bedeutung Mohammeds

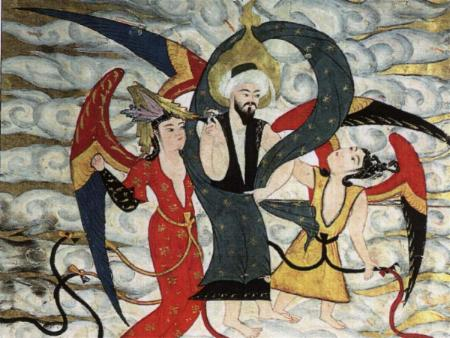
Darstellung von Mohammeds Himmelfahrt, Topkapı Palace Museum, Istanbul, 18. Jahrhundert

Mohammed aus dem Stamm der Quraisch ist nicht nur das Siegel der Propheten (ḫātam al-anbiyāʾ), vielmehr hat ihn Gott über alle anderen Propheten gestellt und zum Herrn der Menschen (saiyid al-bašar) gemacht. Er ist Gottes auserwählter Knecht (ʿabd), Gesandter, der Imam der Gottesfürchtigen (imām al-atqiyāʾ) und der Geliebte des Herrn der Welten (ḥabīb rabb al-ʿālamīn). Er ist entsandt mit Wahrheit (ḥaqq), Rechtleitung (hudā) und Licht (nūr). Gott hat ihn mit seiner Botschaft zu Arabern und Nicht-Arabern sowie zur Allgemeinheit der Dschinn und Menschen entsandt und mit seiner Scharia die früheren Religionsgesetze aufgehoben, außer dem, was er bestätigt hat. Zum Weg der Sunniten gehört es, die Traditionen (āṯār) Mohammeds innerlich und äußerlich zu befolgen. Sie geben seiner Rechtleitung den Vorzug vor der Rechtleitung eines jeden anderen.
Mohammeds Zugehörigkeit zu den Gottesgesandten ist durch Wunder (muʿǧizāt) wie die Mondspaltung bewiesen. Das deutlichste Wunder ist jedoch der Koran mit seiner Unnachahmlichkeit. Jeder Anspruch auf Prophetentum nach ihm ist Irrtum und Einbildung. Ein weiterer wichtiger Lehrpunkt ist der Glaube an Mohammeds Himmelfahrt (miʿrāǧ).
Diese bedeutet, dass der Prophet auf eine nächtliche Reise ging, bei der seine Person im Wachzustand in den Himmel, und von dort aus in Höhen versetzt wurde, „die Gott ausersehen hat“. Dort hat ihn Gott mit dem beschenkt, was er dafür ausersehen hat, und ihm seine Offenbarung eingegeben. Gott hat ihn dabei außerdem in seinem jenseitigen und diesseitigen Leben gesegnet.

#### Die Gefährten und die Familie Mohammeds
Sunniten sollen die Gefährten des Gottesgesandten lieben und nur Gutes über sie sagen. Und sie sollen diejenigen hassen, die die Prophetengefährten hassen. Deshalb sagen sie sich von den Rāfiditen los, die die Prophetengefährten hassen und schmähen. Die Prophetengefährten zu lieben ist nach sunnitischer Auffassung Religion und Glaube, sie zu hassen Unglaube. Weder übertreiben sie es in der Liebe zu einem von ihnen, noch sagen sie sich von einem von ihnen los. Der sunnitische Gläubige soll die Prophetengefährten allesamt preisen, so wie Gott und sein Gesandter sie gepriesen hat. Er soll sich an ihre Vortrefflichkeiten halten und sich eines Urteils hinsichtlich dessen, was zwischen ihnen strittig war, enthalten.
Die Sunniten glauben nicht, dass jeder Prophetengefährte vor großen und kleinen Sünden geschützt (maʿṣūm) war. Allerdings ist das Ausmaß der missbilligten Handlung einzelner Prophetengefährten winzig im Vergleich zu den Verdiensten der ganzen Gruppe im Bereich von Glaube, Dschihad, Hidschra, Hilfe (nuṣra), nützlichem Wissen und frommem Werk. Deswegen sind die Sunniten davon überzeugt, dass die Prophetengefährten die besten aller Geschöpfe nach dem Propheten selbst sind, sowie die muslimische Umma die beste aller Religionsgemeinschaften ist.

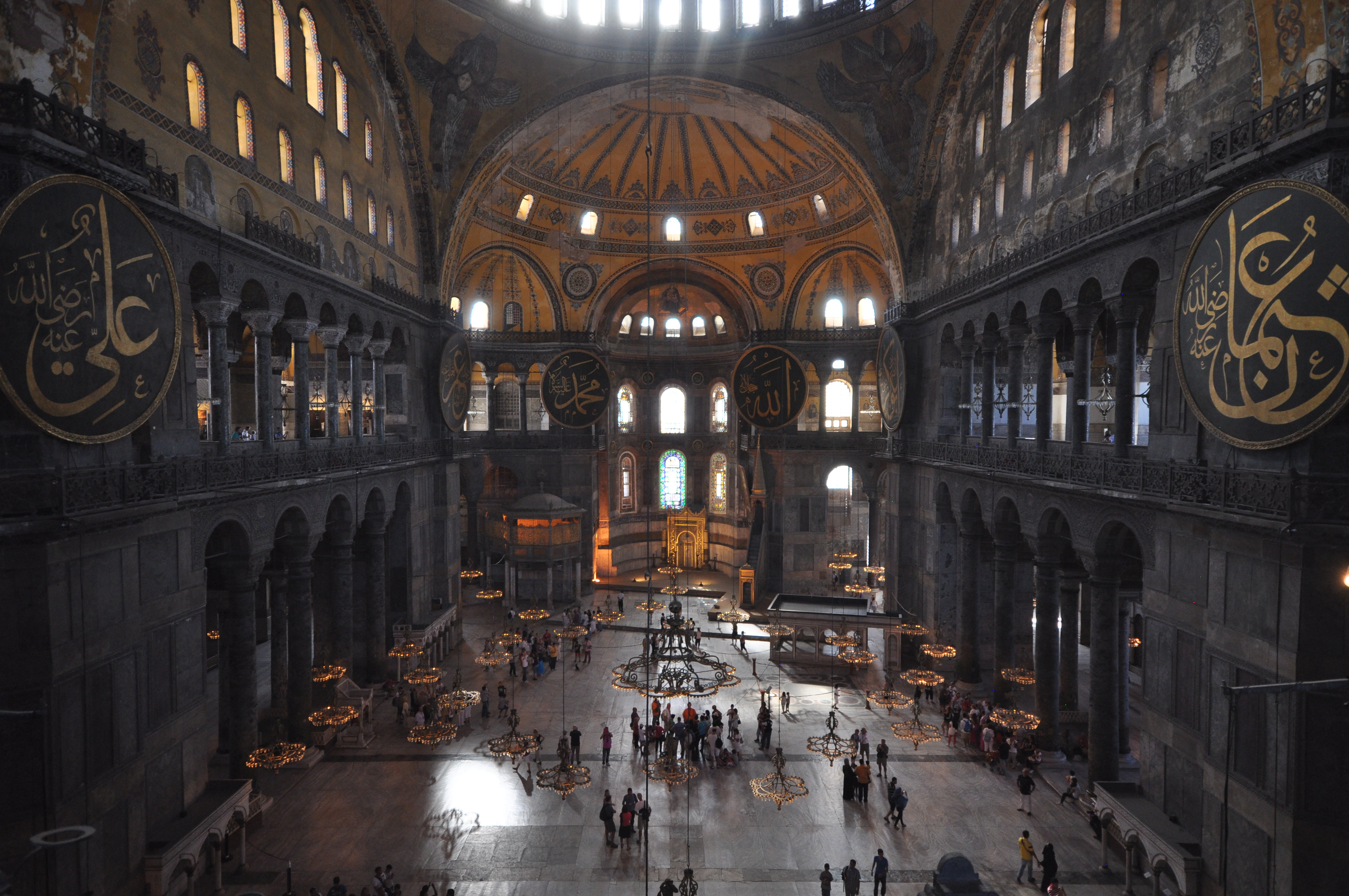
Kalligraphisch gestaltete Medaillons mit den Namen Allahs, Mohammeds und der Rechtgeleiteten Kalifen Abū Bakr, ʿUmar, ʿUthmān und ʿAlī schmücken den Innenraum vieler osmanischer Moscheen wie hier der Hagia Sophia.

Zwischen den Prophetengefährten gibt es Unterschiede. Der beste unter ihnen war Abū Bakr, sodann ʿUmar ibn al-Chattāb, dann ʿUthmān ibn ʿAffān und schließlich ʿAlī ibn Abī Tālib. Die Sunniten bekennen, dass diese vier die rechtgeleiteten Kalifen (al-ḫulafāʾ ar-rāšidūn) waren. Sie bekräftigen außerdem, dass das Kalifat nach dem Gottesgesandten zuerst Abū Bakr zustand, weil er eine Vorrangstellung gegenüber der gesamten Umma hat. Er war der Imam nach dem Gesandten Gottes, durch den Gott die Religion gestärkt und dem er den Sieg über die Apostaten verliehen hat. Die Muslime haben ihm das Imamat übertragen, so wie ihm vorher der Gottesgesandte die Leitung des Gebets übertragen hatte. Die Lehre, dass ʿUthmān gegenüber ʿAlī vorzuziehen ist, hat sich allerdings erst im Laufe der Zeit bei den Sunniten durchgesetzt. Diejenigen, die ʿUthmān töteten, taten dies unrechtmäßig und heimtückisch.
Neben den vier rechtgeleiteten Kalifen haben außerdem die sechs Prophetengefährten Talha ibn ʿUbaidallāh, Az-Zubair ibn al-ʿAuwām, Saʿd ibn Abī Waqqās, Abū ʿUbaida ibn al-Dscharrāh, ʿAbd ar-Rahmān ibn ʿAuf und Saʿīd ibn Zaid eine herausgehobene Position bei den Sunniten. Zusammen mit den rechtgeleiteten Kalifen sind sie die zehn Gefährten, denen das Paradies verheißen wurde. Mit Ausnahme von Abū ʿUbaida waren sie zusammen mit dem Propheten auf dem Berg Hirā'. Ibn Taimīya meint außerdem, dass die Sunniten die Muhādschirūn den Ansār voranstellen.
Die Sunniten lieben außerdem die Familie (Ahl al-bait) des Gottesgesandten und halten ihr die Treue. Hierzu gehören insbesondere seine Gattinnen, die als „Mütter der Gläubigen“ (ummuhāt al-muʾminīn) bezeichnet werden. Sie sollen auch im Jenseits Mohammeds Gattinnen sein. Nach dem Glaubensbekenntnis des Kalifen al-Qādir ist es Pflicht, für sie um Erbarmen zu bitten. Den höchsten Rang unter den Ehefrauen Mohammeds hat Chadīdscha bint Chuwailid, die Mutter der meisten seiner Kinder und der erste Mensch, der an ihn glaubte und ihn in seiner Sache unterstützte. Danach folgt ʿĀ'ischa bint Abī Bakr. Wer sie schmäht, soll keinen Anteil am Islam haben. Auch über Muʿāwiya ibn Abī Sufyān soll man nur Gutes sagen. Wer Gutes sagt über die Gefährten des Gottesgesandten, seine Frauen, die rein sind von jedem Makel, und seine geheiligte Nachkommenschaft, ist frei von Heuchelei.

### Eschatologie

#### Das Geschehen im Grab
Nach ihrem Tod werden die Menschen gemäß sunnitischer Lehre in ihren Gräbern durch Munkar und Nakīr befragt. Munkar und Nakīr sind zwei furchteinflößende gewaltige Gestalten, die den Menschen in seinem Grab mit Geist und Körper aufrecht sitzen lassen und ihn dann über die Einheit Gottes und das Gesandtentum Mohammeds befragen. Sie fragen ihn: „Wer ist Dein Herr? Was ist Deine Religion? Wer ist Dein Prophet?“ Sie sind die beiden Prüfer des Grabes und die Befragung durch sie ist die erste Prüfung (fitna) des Menschen nach dem Tod. Der Gläubige wird bei dieser Prüfung antworten: „Gott ist mein Herr, der Islam ist meine Religion und Mohammed ist mein Prophet.“ Der Zweifler dagegen wird antworten: „O weh, ich weiß es nicht. Ich hörte die Leute etwas sagen, und so sagte ich es auch.“ Er wird dann mit einer Eisenkeule geschlagen, so dass er einen lauten Schrei ausstößt, den alle Welt, außer den Menschen, vernimmt. Wenn die Menschen ihn hörten, würden sie das Bewusstsein verlieren. Auch Kinder werden von Munkar und Nakīr befragt sowie Menschen, die verschollen oder ertrunken sind oder von Raubtieren gefressen wurden.
Nach dieser Prüfung erlebt der Mensch in seinem Grab entweder Annehmlichkeit (naʿīm) oder Peinigung (ʿaḏāb) bis zum Tag der Auferstehung. Das Grab ist deswegen für den Menschen entweder wie ein Paradiesgarten oder wie eine Höllengrube. Die Grabpeinigung (ʿaḏāb al-qabr) kommt denjenigen zu, die sie verdienen. Verstorbenen Muslimen kommen aber das Bittgebet, das für sie gesprochen wird, und die Sadaqa, die in ihrem Namen geleistet wird, zugute.

#### Die Zeichen der Stunde
Ein weiterer Glaubenspunkt sind die Zeichen der Stunde (ašrāṭ as-sāʿa), die dem Tag der Auferstehung vorausgehen. Dazu gehört das Hervortreten des Daddschāl, der Aufgang der Sonne im Westen, das Hervortreten des Erdtiers aus seinem Bau und der Auszug von Gog und Magog. Jesus, der Sohn der Maria, wird vom Himmel herabsteigen und den Daddschāl töten.

#### Der Tag der Auferstehung
Am Tag der Auferstehung erfolgen die Auferweckung (baʿṯ) und die Vergeltung der Taten. Zunächst werden die Körper aller Menschen, Tiere und Dschinn wieder zusammengefügt und neu belebt. Die Geister werden in die Körper zurückgebracht, die Menschen erheben sich aus ihren Gräbern, barfüßig, nackt und unbeschnitten. Die Sonne nähert sich ihnen, und der Schweiß bricht ihnen aus.
Es wird eine Waage aufgestellt, auf der die Taten der Menschen gewogen werden. Die Waage hat zwei Waagschalen und eine Zunge und ist so groß wie mehrere Schichten der Himmel und der Erde. Die Gewichte werden dabei die Schwere von Atomen und Senfkörnern haben, um die Genauigkeit von Gottes Gerechtigkeit zu verwirklichen. Die Blätter mit den guten Taten (ḥasanāt) werden in einer schönen Form in die Waagschale des Lichts geworfen und beschweren die Waage durch die Gnade (faḍl) Gottes, die Blätter mit den schlechten Taten (saiyiʾāt) werden in einer hässlichen Form in die Waagschale der Dunkelheit geworfen und vermindern durch die Gerechtigkeit (ʿadl) Gottes das Gewicht der Waage.
Bei der Abrechnung (ḥisāb) werden die Menschen in drei Gruppen geteilt, diejenigen, die bei ihm durchgehauen werden, diejenigen, die bei ihm mild behandelt werden, und die sogenannten „Nahegestellten“ (muqarrabūn), die ohne Abrechnung ins Paradies eingehen. Gott fragt die Propheten nach der Überbringung der Botschaft, die Ungläubigen nach der Leugnung der Gesandten, diejenigen, die eine Bidʿa eingeführt haben, nach der Sunna und die Allgemeinheit der Muslime nach ihren Werken. Gott ist mit dem Gläubigen bei der Abrechnung allein, damit er ihn seine Sünden bekennen lässt. Bei den Ungläubigen werden gute und schlechte Taten nicht gegeneinander abgewogen, weil sie keine guten Taten aufzuweisen haben. Es werden lediglich ihre schlechten Taten zusammengezählt und ihnen mitgeteilt, und sie werden dazu gebracht, sie zu bekennen.
Nach der Abrechnung erfolgt das Passieren der Sirāt-Brücke. Sie ist über der Hölle aufgespannt, schärfer als ein Schwert und dünner als ein Haar. Auf ihr gleiten die Ungläubigen durch das Urteil Gottes mit ihren Füßen aus und stürzen in die Hölle. Die Gläubigen dagegen stehen mit ihren Füßen fest auf ihr und werden durch die Gnade Gottes in das „Haus der Ruhe“ (dār al-qarār) geführt. Für die Kinder der Polytheisten wird Gott ein Feuer entfachen und sie auffordern, sich hineinzustürzen.
Hinter der Sirāt-Brücke befindet sich das Becken (ḥauḍ), mit dem Gott den Propheten als eine Hilfe für seine Umma beschenkt hat. Die Gläubigen trinken aus ihm nach der Überquerung der Sirāt-Brücke und vor dem Eintritt ins Paradies. Wer immer aus ihm getrunken hat, ist danach nie mehr durstig. Das Becken ist eine Monatsreise breit, sein Wasser ist weißer als Milch und süßer als Honig. In dieses Becken ergießt sich Wasser aus dem Paradiesfluss al-Kauthar. Um es herum sind Wasserkrüge aufgestellt, so zahlreich wie die Sterne des Himmels. Diejenigen, die die Sirāt-Brücke passiert haben und gereinigt und geläutert worden sind, treten schließlich in den Paradiesgarten ein.

#### Die Schau Gottes im Jenseits
Zu den Lehren der Sunniten gehört auch die Schau Gottes (ruʾyat Allāh) im Jenseits, die Ähnlichkeiten mit der visio beatifica in der christlichen Tradition hat. Mit dieser Lehre setzen sich die Sunniten von den Muʿtaziliten, den Zaiditen und den Philosophen ab, die die Gottesschau verstandesmäßig für unmöglich halten.
Über den Zeitpunkt und die Art der Gottesschau gibt es allerdings unter den sunnitischen Gelehrten unterschiedliche Ansichten. So meint al-Aschʿarī, dass Gott am Tag der Auferstehung gesehen wird, wobei nur die Gläubigen ihn sehen, die Ungläubigen hingegen nicht, weil sie von Gott ferngehalten werden. At-Tahāwī war dagegen der Ansicht, dass die Gottesschau für die Insassen des Paradieses eine Realität sei. Ibn Taimīya verdoppelt die Gottesschau: die Menschen sehen Gott, während sie sich noch an den Plätzen der der Auferstehung befinden, und dann nach dem Eintritt ins Paradies, wenn Gott will.
Was die Art der Gottesschau betrifft, so betonten al-Aschʿarī und Ibn Taimīya ihren visuellen Charakter. Al-Aschʿarī meinte, dass Gott mit den Augen gesehen werde, so wie man den Mond in der Vollmondnacht sieht. Ibn Taimīya ergänzt, dass die Gottesschau so sei, wie man die Sonne an einem wolkenlosen Tag sehe. In der ʿAqīda at-Tahāwīs wird indessen die Transzendenz Gottes betont: die Schau ist weder zu begreifen noch zu beschreiben, weil keines der Geschöpfe Gott gleicht. In al-Ghazālīs Glaubensbekenntnis heißt es, dass die Frommen im Jenseits das Wesen Gottes ohne Substanz und Akzidens sehen. Nach dem Glaubensbekenntnis von an-Nasafī wird Gott weder an einem Ort, noch in irgendeiner Richtung oder Entfernung gesehen. Auch gibt es keinerlei Verbindung von Strahlen.

#### Entlassung der Monotheisten aus der Hölle und Fürsprache
Nach dem Glaubensbekenntnis Ibn Taimīyas ist die Umma Mohammeds die erste Religionsgemeinschaft, die ins Paradies eintritt, andere Religionsgemeinschaften haben also ebenfalls die Möglichkeit, ins Paradies zu gelangen, denn Gott führt durch die Huld seiner Barmherzigkeit ganze Völker (aqwām) aus dem Höllenfeuer heraus. Ahmad ibn Hanbal und al-Ghazālī erklären in ihren Glaubensbekenntnissen, dass die Monotheisten (al-muwaḥḥidūn) nach der Bestrafung aus der Hölle herausgeholt werden. Al-Ghazālī ergänzt, dass durch die Huld (faḍl) Gottes kein Monotheist für alle Ewigkeit in der Hölle verbleibt.
Nach dem Glaubensbekenntnis at-Tahāwīs gilt dies hingegen nur für die schweren Sünder aus Mohammeds Umma: Sie sind in der Hölle, aber nicht für immer, wenn sie zum Zeitpunkt des Todes Monotheisten waren. Was mit ihnen geschieht, liegt bei Gott: Wenn er will, vergibt er ihnen durch seine Huld (faḍl), und wenn er will, bestraft er sie in seiner Gerechtigkeit (ʿadl) und holt sie sodann durch seine Barmherzigkeit (raḥma) und durch die Fürsprache derjenigen, die ihm gehorchen, aus der Hölle und lässt sie in den Paradiesgarten eingehen.
Die Fürsprache (šafāʿa) des Gottesgesandten und ihre Wirkung für diejenigen aus seiner Umma, die schwere Sünden begangen haben, ist ein fester Lehrpunkt des sunnitischen Glaubens. Der Prophet hat die Fürsprache speziell für sie aufgespart. Nach al-Ghazālī hat der sunnitische Gläubige insgesamt an die Fürsprache der Propheten, sodann der Gelehrten, sodann der Märtyrer, sodann der übrigen Gläubigen jeweils entsprechend ihrer Würde und ihrem Rang bei Gott zu glauben. Wer von den Gläubigen keinen Fürsprecher hat, wird durch die Gnade Gottes aus der Hölle geholt.

### Die Vorherbestimmung

#### Der Umfang der Vorherbestimmung
Nach sunnitischer Lehre geschieht alles, was geschieht, durch den Ratschluss (qadāʾ) und die Vorherbestimmung (Qadar) Gottes bzw. seine Festsetzung (taqdīr). Die Vorherbestimmung schließt die Vorherbestimmung des Guten und Schlechten, des Süßen und Bitteren ein. Gott hat den Geschöpfen ihr Maß (qadar) zugemessen und ihren Todeszeitpunkt festgelegt. Er macht seine Geschöpfe krank und heilt sie, lässt sie sterben und macht sie lebendig, während die Geschöpfe selbst keine Macht darüber haben. Gott lässt sterben ohne Furcht und erweckt zum Leben ohne Anstrengung. Derjenige, der stirbt, stirbt zu dem für ihn bestimmten Termin, auch wenn er getötet wird.
Gott hat die den Geschöpfen vorherbestimmten Dinge auf der Wohlverwahrten Tafel (al-lauḥ al-maḥfūẓ) niedergeschrieben. Das Schreibrohr, das sie niederschrieb, ist das erste, was Gott erschaffen hat. Gott befahl ihm, niederzuschreiben, was bis zum Tag der Auferstehung sein wird. Die Feder ist bereits trocken geworden, und die Schriftrollen sind zusammengerollt. Alles, was darauf in Vorzeiten niedergeschrieben worden ist, ist unveränderlich.
Gott ist in seinen Ratschlüssen (aqḍiya) gerecht, allerdings kann seine Gerechtigkeit nicht nach Analogie der Gerechtigkeit von Menschen beurteilt werden, weil ungerechtes Handeln für den Menschen nur mit Bezug auf fremdes Eigentum denkbar ist, Gott aber nirgendwo auf fremdes Eigentum stößt, so dass er sich ihm gegenüber ungerecht verhalten könnte. Das Prinzip der Vorherbestimmung ist Gottes Geheimnis hinsichtlich seiner Geschöpfe. Kein Erzengel und kein Prophet ist darüber unterrichtet. Die Reflexion über die Vorherbestimmung führt zum Verderben und ist ein Schritt zur Auflehnung gegenüber Gott, weil Er das Wissen darüber vor den Menschen verborgen hat.

#### Die Handlungen der Menschen
Der Glaube an die Vorherbestimmung schließt den Glauben daran ein, dass Gott durch sein urewiges Wissen auch weiß, was die Geschöpfe tun werden. Er weiß sowohl um ihre Gehorsamstaten (ṭāʿāt) als auch um ihre Widersetzlichkeiten (maʿāṣī). Niemand vermag sich dem Wissen Gottes zu entziehen oder etwas zu tun, von dem Gott weiß, dass er es nicht tun wird. Das, was die Menschen tun werden, ist Gott bereits seit Urzeiten bekannt. Er hat aufgeschrieben, dass es geschehen wird. Nichts davon war ihm verborgen, bevor er sie erschuf.
Die Handlungen der Menschen werden nach sunnitischer Lehre auch durch Gott allein erschaffen. Die Menschen handeln zwar, doch ist Gott der Erschaffer ihrer Handlungen. Was Gott den Menschen richtig machen lässt, kann er unmöglich falsch machen, und was er ihn falsch machen lässt, kann er unmöglich richtig machen.
Gott erschafft sowohl die guten, als auch die schlechten Taten der Menschen, während diese nichts zu erschaffen vermögen. Auch die Handlungen des Ungläubigen und des Ehebrechers werden von Gott erschaffen. Der Mensch eignet sich seine Handlungen lediglich an.
Mit dieser Lehre der Aneignung unterscheiden sich die Sunniten auf der einen Seite von den Muʿtaziliten, die lehren, dass die Menschen ihre Handlungen aus freiem Willen selbst hervorbringen, und den Dschabriten auf der anderen Seite, die dem Menschen Handlungsvermögen (qudra) und freien Willen (iḫtiyār) absprechen. Der wahre Islam hält nach sunnitischer Auffassung bei der Beschreibung des menschlichen Handelns die Mitte zwischen der Annahme von Zwang (ǧabr) und der Zuschreibung eines eigenen Qadar. Der Mensch hat das Vermögen und den Willen zur Handlung, aber es ist Gott, der ihr Handlungsvermögen und ihren Willen erschafft. Die Menschen haben nur dann Willen, wenn Gott dies für sie will.
Nach sunnitischer Lehre vermag niemand etwas zu tun, bevor er es wirklich tut. Das Handlungsvermögen (istiṭāʿa) tritt erst mit der Handlung selbst ein, im Gegensatz zur Lehre der Muʿtaziliten und Karrāmiten, nach der das Handlungsvermögen der Handlung vorausgeht, weil sonst ihrer Auffassung nach die Auferlegung von etwas Unerfüllbarem vorliegt. Im Glaubensbekenntnis von at-Tahāwī wird allerdings differenziert: Das Handlungsvermögen, von der die Handlung abhängig ist, wie das Gelingen (taufīq), für das nicht das Geschöpf verantwortlich ist, kommt erst mit der Handlung. Das Handlungsvermögen, das solche Dinge wie Gesundheit, Kraft, Fähigkeit und Intaktheit der Mittel betrifft, ist dagegen bereits vorher da. At-Tahāwī postuliert auch eine völlige Übereinstimmung zwischen göttlicher Verpflichtung und menschlicher Handlungsfähigkeit: „Gott hat den Menschen nur das auferlegt, was sie leisten können. Und die Menschen können nur das leisten, was er ihnen auferlegt hat. Das ist die Bedeutung der Hauqala“. Die Aschʿariten nehmen dagegen an, das Gott dem Menschen auch etwas als Pflicht auferlegen kann, was dieser nicht zu leisten vermag. Diese Lehre vom Taklīf mā lā yutāq ist einer der wichtigsten Lehrunterschiede zwischen Aschʿarīya und Māturīdīya.

#### Die Seligen und die Verdammten
Jedem ist das leicht gemacht, wofür er erschaffen ist. Selig ist, wer durch den Ratschluss Gottes (qaḍāʾ Allāh) selig wird, verdammt ist, wer durch den Ratschluss Gottes verdammt wird. Gott hat Paradies und Hölle vor allem anderen erschaffen; dann hat er die Leute erschaffen, die ihrer würdig sind. Die einen hat er aus Großzügigkeit (faḍlan) für das Paradies bestimmt, die anderen aus Gerechtigkeit (ʿadlan) für die Hölle. Gott hat schon immer die Anzahl derjenigen gekannt, die ins Paradies eingehen, und die Anzahl derjenigen, die in die Hölle eingehen. Diese Anzahl wird weder vergrößert noch verringert. Wenn Gott den Körper des Embryos erschafft, schickt er einen Engel zu ihm, der seinen Lebensunterhalt (rizq) aufschreibt, seine Sterbestunde, seine Taten und ob er ein Verdammter (šaqī) oder ein Seliger (saʿīd) ist.
Der sunnitische Gläubige zweifelt nicht an seinem Glauben. Allerdings weiß der Mensch weder, wie er bei Gott verzeichnet ist (sc. ob als Gläubiger oder Ungläubiger), noch wie es mit ihm endet. Gott ist nämlich auch der Wandler der Herzen (muqallib al-qulūb). Deshalb ziemt es sich zu sagen: „Ein Gläubiger, so Gott will“ oder „Ich hoffe, dass ich ein Gläubiger“ bin. Eine solche Ausdrucksweise macht den Menschen nicht zum Zweifler, weil er damit nur meint, dass ihm sein jenseitiges Schicksal und sein Ende verborgen sind. Die Sunniten sprechen auch keinem von den Leuten, die zur Kaaba beten, das Paradies oder die Hölle zu, aufgrund einer guten Tat oder einer Sünde, die er begangen hat.

### Weitere Lehren

#### Das Wesen des Glaubens
Groß sind die Differenzen unter den Sunniten bei der Definition des Glaubens. Nach aschʿaritischen und hanbalitischen Autoren besteht er aus Wort (qaul) und Tat (ʿamal). Das Glaubensbekenntnis des Kalifen Qādir spezifiziert, dass das Wort „mit der Zunge“ (bi-l-lisān) und die Tat „mit den Gliedern“ (bi-l-ǧawāriḥ) zu verrichten ist, und fügt als drittes Element die Nīya hinzu. Nach at-Tahāwī dagegen ist der Glaube die „Bestätigung mit der Zunge“ (al-iqrār bi-l-lisān) und das „Für-Wahr-Halten mit dem Herzen“ (at-taṣdīq bi-l-ǧanān), die Tat und die Nīya gehören nicht dazu.
Nach aschʿaritischer und hanbalitischer Lehre kann der Glaube zunehmen und abnehmen. Er nimmt durch Gehorsam (ṭāʿa) zu und durch Widersetzlichkeit (maʿṣiya) ab. Nach hanbalitischer Lehre hat der Glaube auch verschiedene Teile und Verzweigungen. Der höchste Teil ist das Bekenntnis: „Es gibt keinen Gott außer Allāh“, der geringste die Entfernung eines Hindernisses von der Straße. Alles, womit sich der Mensch Gott nähert, gehört zum Glauben. Deshalb ist der Glaube auch nie am Ende. Nach hanafitischer Sicht dagegen ist der Glaube nicht zusammengesetzt und die Gläubigen sind im Prinzip alle gleich. Ungleichheit besteht allerdings hinsichtlich der Gottesfurcht (ḫašya wa-tuqan), der Abwehr von Begierde (muḫālafat al-hawā) und der Befolgung des Vorrangigen (mulāzamat al-aulā). Es ist auch nicht so, dass die Sünde dem Gläubigen nicht schadet. Der edelste Gläubige vor Gott ist derjenige, der ihm am meisten gehorcht und am stärksten den Koran befolgt.

#### Die Gemeinschaft der Muslime
Die Sunniten stellen sich nicht gegen die Gemeinschaft der Muslime (ǧamāʿat al-muslimīn), sondern üben die Religion durch guten Ratschlag (naṣīḥa) für sie sowie durch Gottesdienst gemeinsam mit anderen. Sie halten zwar Muschabbiha, also diejenigen, die Gott mit seiner Schöpfung verähnlichen, Muʿtaziliten, Dschahmiten, Dschabriten und Qadariten für abgeirrt, doch nennen sie alle diejenigen, die ihre Qibla teilen, Muslime und Gläubige, so lange sie anerkennen, was der Prophet gebracht hat, und alles, was er gesagt und mitgeteilt hat, für wahr halten.
Die Sunniten erklären auch niemanden von denen, die ihre Qibla teilen, wegen einer Sünde, die er begeht, wie Zinā, Diebstahl und ähnlich schwerer Sünden, für ungläubig. Vielmehr sind diese Personen ihrer Ansicht nach durch den Glauben, den sie besitzen, Gläubige, auch wenn sie schwere Sünden begehen. Mit dieser Lehre unterscheiden sich die Sunniten von den Charidschiten, die derartigen Takfīr betreiben. Der sunnitische Gläubige dagegen überlässt das Urteil über den Sünder Gott und wartet bei den Dingen, die ihm verborgen sind, zu, bis Gott darüber entscheidet. Die Glaubensbruderschaft (al-uḫūwa al-īmānīya) mit den Sündern wird von daher auch nicht aufgekündigt, sondern bleibt bestehen. Anders als die Muʿtaziliten sprechen die Sunniten auch dem Frevler (fāsiq) den Glauben nicht ab. Nach hanbalitischer Auffassung ist sein Glaube allerdings unvollkommen. Die Sunniten befinden es auch für gut, für jeden, der von den Leuten der Qibla gestorben ist, das Totengebet zu sprechen, sowohl den Frommen als auch den Sündhaften, und erkennen erbrechtliche Beziehungen mit ihnen an.
Nach aschʿaritischer und hanafitischer Sicht werden Sünder erst dann zu Ungläubigen, wenn sie das betreffende Vergehen für erlaubt erklären. Die Sichtweise der Hanbaliten ist diesbezüglich rigider. Sie sind der Auffassung, dass auch derjenige, der ohne Grund das vorgeschriebene Gebet unterlässt, zum Ungläubigen wird, selbst wenn er die Pflicht zum Gebet nicht leugnet. Er bleibt ein Ungläubiger, bis er bereut und das Gebet nachgeholt hat. Und wenn er stirbt, ohne dass er bereut hat, soll das Totengebet für ihn nicht gesprochen werden.

#### Imamat und Dschihad
Die Muslime benötigen nach sunnitischer Ansicht einen Imam, der für die Umsetzung der gesetzlichen Bestimmungen, die Vollstreckung der Hadd-Strafen und Bereitstellung der Heere sorgt. Der Imam darf keine Person sein, die verborgen ist und erwartet wird, wie es die Imamiten lehren, sondern muss sichtbar sein. Um Imam werden zu können, muss eine Person frei, männlich, geschlechtsreif, geistig gesund und mutig sein und von den Quraisch abstammen. Er muss aber nicht gottesfürchtig oder sündlos oder der beste Mensch seiner Zeit sein.
Der Imam wird aufgrund von Lasterhaftigkeit (fisq) nicht abgesetzt. Die Sunniten sind der Ansicht, dass man für die Imame um Wohlergehen beten und nicht gegen sie mit dem Schwert zu Felde ziehen darf, ferner dass man auch nicht in der Fitna mitkämpfen darf, sondern im Falle der Fitna das Haus hüten soll. Auch dann wenn die Imame oder Machthaber ungerecht sind, wird es nicht für gut befunden, gegen sie zu Felde ziehen. Man darf ihnen gegenüber auch nicht den Gehorsam aufkündigen, sondern soll den Gehorsam ihnen gegenüber als Teil der Gehorsamspflicht gegenüber Gott betrachten, solange sie nicht eine Widersetzlichkeit (maʿṣiya) anordnen. Neben Wohlergehen soll man für sie auch um Vergebung bitten. Derjenige, der es befürwortet, gegen die Imame zu Felde zu ziehen, wenn bei ihnen eine Abweichung vom rechten Weg sichtbar wird, wird für abgeirrt erklärt.
Die Sunniten befinden es für gut, am Fest, am Freitag und in Gemeinschaft hinter jedem Imam bzw. mit jedem Amīr zu beten, sei er fromm (birr) oder sündhaft (fāǧir), so wie auch ʿAbdallāh ibn ʿUmar hinter al-Haddschādsch ibn Yūsuf gebetet hat. Die Sunniten bekräftigen außerdem die Pflicht zum Dschihad gegen die Beigeseller, seit der Zeit, da Gott seinen Propheten entsandt hat, bis zur letzten Schar, die gegen den Daddschāl kämpft, und noch weiter. Der Dschihad ist sowohl mit den frommen als auch mit den sündhaften Machthabern zu leisten. Nichts macht ihn ungültig oder setzt ihn außer Kraft.

#### Gelehrte, Gottesfreunde und Zauberer
Die Gelehrten der Altvorderen (salaf), sowohl die Vorausgehenden als auch diejenigen, die nach ihnen kamen, die Leute der Tradition, des Fiqh und der Einsicht (naẓar), dürfen nur im Guten erwähnt werden. Wer auch immer schlecht über sie spricht, ist nicht auf dem rechten Weg. Der Idschmāʿ der frommen Altvorderen (as-salaf aṣ-ṣāliḥ) bildet für die Sunniten nach Koran und Sunna die dritte der drei Grundlagen, auf die sie sich bei Religion und Wissen stützen und nach denen sie die Worte und Taten der Menschen, die einen Bezug zur Religion haben, beurteilen.
Die Sunniten bekennen, dass Gott die Rechtschaffenen (aṣ-ṣāliḥūn) durch Wunderzeichen (āyāt) auszeichnen kann, die er an ihnen zeigt. Sie glauben an die Huldwunder (karāmāt), die von vertrauenswürdigen Personen über die Gottesfreunde (auliyāʾ Allāh) überliefert werden, sowie an die außergewöhnlichen Dinge (ḫawāriq al-ʿāda) und Enthüllungen (mukāšafāt), die Gott durch sie vollbringt. Diese Wunder existieren bis zum Tag der Auferstehung. Mit dem Glauben daran, dass Gottesfreunde Huldwunder vollbringen können, unterscheiden sich die Sunniten von den Muʿtaziliten, die solche Huldwunder für unmöglich halten. Allerdings stellen die Sunniten keinen von den Gottesfreunden auf eine hörere Stufe als einen von den Propheten, weil ein Prophet besser ist als alle Gottesfreunde zusammen.
Die Sunniten glauben weder einem Wahrsager (kāhin) noch einem Hellseher (ʿarrāf). Sie glauben aber, dass es auf der Welt Zauberer gibt; der Zauberer ist ihrer Ansicht ein Ungläubiger und die Zauberei etwas Innerweltliches. Nach an-Nasafīs Glaubensbekenntnis sind Zauberei und Böser Blick eine Realität. Außerdem glauben die Sunniten an das Traumgesicht (ruʾyā) im Schlaf. Sie halten vieles von dem, was im Traum gesehen wird, für richtig und bekennen, dass es dafür eine Deutung gibt.

#### Ethische Prinzipien
Mehrere sunnitische Glaubensbekenntnisse enthalten darüber hinaus Listen mit ethischen Prinzipien, an die sich die Sunniten halten. Sie üben die Religion durch Vermeidung von schweren Sünden, von Zinā, Lüge (qaul az-zūr), Eiferertum, Stolz (faḫr), Hochmut (kibar), Herabsetzung der Menschen (izrāʾ ʿalā n-nās) und Selbstgefälligkeit (ʿuǧb). Sie verbieten Eingebildetheit (ḫuyalāʾ), Unrecht und Anmaßung (istiṭāla) gegenüber anderen Menschen, gebieten Standhaftigkeit (ṣabr) in der Not, Dank im Glück und Zufriedenheit (riḍāʾ) beim Vergehen des Verhängnisses und rufen auf zu vornehmen Charaktereigenschaften (makārim al-aḫlāq) und guten Werken. Sie gebieten des Weiteren die Pietät gegenüber den Eltern (birr al-wālidain), die Verbundenheit mit den Verwandten (ṣilat al-arḥām), gute Nachbarschaft (ḥusn al-ǧiwār), Wohltätigkeit gegenüber Waisen, Bedürftigen und Reisenden und die Freundlichkeit gegenüber dem Sklaven. Zum Weg der Sunniten gehört außerdem Bescheidenheit (tawāḍuʿ), Demut (istikāna), Anstand (ḥusn al-ḫuluq), freigebiges Spenden (baḏl al-maʿrūf), Vermeidung von Schädigung (kaff al-aḏā), Verleumdung (ġība) und übler Nachrede (namīma) und die Prüfung von Speise und Trank (sc. hinsichtlich ihrer Erlaubtheit).
Die Sunniten halten es für gut, sich von jedem, der zu einer Bidʿa aufruft, fernzuhalten und sich mit der Rezitation des Korans und Niederschreiben der Traditionen (āṯār) und der Fiqh zu beschäftigen. Bei den Dingen, bei denen sie unterschiedlicher Meinung sind, stützen sie sich auf das Buch Gottes, die Sunna ihres Propheten, den Konsens der Muslime und das, was damit übereinstimmt.
Die Sunniten missbilligen den Streit und Disput über die Religion, den Zwist über die Prädestination und die Diskussion über das, worüber die Leute des Dschadal miteinander streiten, indem sie sich auf die zuverlässigen Überlieferungen und die Nachrichten, die glaubwürdige Leute voneinander bis hin zum Propheten überliefert haben, und sie fragen nicht „Wie?“ und „Warum?“, weil dies eine Neuerung ist. Sie disputieren auch nicht über den Koran. Bei den Dingen, über die sie kein sicheres Wissen haben, sagen sie: „Gott weiß es am besten“ (Allāhu aʿlam).

#### Besonderheiten in der Normenlehre
Zwei Punkte, die die Sunniten im Bereich der Normenlehre miteinander verbindet und von den imamitischen Schiiten unterscheidet, ist ihre Gutheißung des Mash ʿalā al-chuffain und ihr Verbot der Mutʿa. Der Mash ʿalā al-chuffain, das „Überstreichen der Schuhe“ anstelle der Waschung vor dem Gebet, ist ihrer Auffassung nach eine Sunna und sowohl bei dauerndem Aufenthalt als auch auf der Reise zulässig. Das Überstreichen der Stiefel wird auch in Mahmūd-i Tāhir Ghazzālīs Liste sunnitischer Glaubenssätze angeführt. Sie bildet dort den vierten Punkt. Ahmad ibn Hanbal nennt außerdem die Kürzung des Gebets auf der Reise als Besonderheit der Sunniten.

## Selbstverständnis der Sunniten

### Als die „gerettete Sekte“
Ein bekannter Hadith, der als Vaticinium ex eventu zu interpretieren ist, besagt, dass sich die muslimische Umma in 73 Sekten aufspalten wird, von denen nur eine gerettet werden wird. Bei den Sunniten gibt es die Vorstellung, dass sie diese „gerettete Sekte“ (firqa nāǧiya) sind. So erklärt zum Beispiel ʿAbd al-Qāhir al-Baghdādī (gest. 1037) am Anfang seines häresiographischen Werks al-Farq baina l-firaq („Der Unterschied zwischen den Sekten“), dass es 20 rāfiditische, 20 charidschitische, 20 qadaritische, 3 murdschiitische, 3 naddschāritische, 3 karrāmitische und darüber hinaus Bakrīya, Dirārīya und Dschahmīya gebe. Das seien die 72 irrenden Sekten. Die 73. Sekte, die die „gerettete Sekte“ sei, seien die Sunniten (ahl as-sunna wa-l-ǧamāʿa). Sie setzen sich nach al-Baghdādī aus zwei Gruppen zusammen, nämlich den Anhängern des Ra'y und den Anhängern des Hadith. Beide stimmten sie jedoch in den Grundlagen der Religion (uṣūl ad-dīn) überein. Unterschiede beständen lediglich bei den Ableitungen (furūʿ) aus den Normen hinsichtlich der Frage, was erlaubt und was verboten ist. Diese Unterschiede seien jedoch nicht so groß, dass sie sich gegenseitig für vom rechten Weg abgeirrt hielten.

### Als die Mitte der Muslime
Spätere sunnitische Gelehrte präsentieren die Sunniten außerdem als die muslimische Gemeinschaft der Mitte. Der Gedanke erscheint ansatzweise schon bei dem Aschʿariten ʿAbd al-Qāhir al-Baghdādī, der bei mehreren dogmatischen Fragen betont, dass die Sunniten eine Position vertreten, die in der Mitte liegt zwischen den Positionen der anderen islamischen Gruppen. Ein Beispiel ist die Frage der Prädestination (Qadar), bei der sie seiner Ansicht nach mit der Kasb-Theorie genau die Mitte halten zwischen den beiden Extrempositionen der Dschabrīya und den Qadarīya.
Auch der hanbalitische Gelehrte Ibn Taimīya (gest. 1328), der ansonsten für seine Kompromisslosigkeit bekannt war, hing dieser Auffassung an. Er meinte, dass die Sunniten „die Mitte unter den Sekten der Umma“ (al-wasaṭ fī firaq al-umma) darstellten, so wie die islamische Umma die Mitte zwischen den anderen religiösen Gemeinschaften bilde. Dies verdeutlicht er an den folgenden Beispielen:
- bei den Attributen Gottes stehen die Sunniten in der Mitte zwischen der Dschahmīya, die Gott völlig von Eigenschaften entleert, und den Muschabbiha, die Gott der Schöpfung ähnlich machen,
- bei den Taten Gottes stehen sie in der Mitte zwischen der Qadarīya und der Dschabrīya,
- bei der Frage der Androhung Gottes (waʿīd Allāh) stehen sie in der Mitte zwischen den Murdschi'a und der Waʿīdīya, einer Untergruppe der Qadarīya,
- bei der Frage des Glaubens und der Religion stehen sie in der Mitte zwischen Harūrīya (= Charidschiten) und Muʿtazila auf der einen und Murdschi'a und Dschahmīya auf der anderen Seite,
- und hinsichtlich der Prophetengefährten stehen sie in der Mitte zwischen Rāfiditen und Charidschiten.[249]

Der hanafitische Gelehrte ʿAlī al-Qārī (gest. 1606) führte diesen Gedanken später fort. In seiner anti-schiitischen Schrift Šamm al-al-ʿawāriḍ fī ḏamm ar-rawāfiḍ zitiert er eine Überlieferung, der zufolge ʿAlī ibn Abī Tālib gesagt haben soll: „Zwei Arten von Menschen gehen über mich zugrunde: der übertrieben Liebende und der übertrieben Hassende.“ Hierzu merkt er an, dass der übertrieben Liebende der Rāfidit sei und der übertrieben Hassende der Charidschit. Der Sunnit dagegen liebe ʿAlī in hoher Wertschätzung und befinde sich damit in der ausgewogenen Mitte (al-wasaṭ allaḏī huwa al-qisṭ). Dies setzt al-Qārī zu dem Koranwort Sure 2:143 in Verbindung, in dem es heißt, dass Gott die Muslime zu einer in der Mitte stehenden Gemeinschaft (umma wasaṭ) gemacht habe. Da sich die Sunniten von der in dem überlieferten ʿAlī-Ausspruch beschriebenen Übertreibung fernhalten, meint al-Qārī, dass sie auch die eigentliche „Partei ʿAlīs“ (šīʿat ʿAlī) seien.

### Als die wesentlichen Träger islamischer Wissenschaften und Kultur
ʿAbd al-Qāhir al-Baghdādī stellt die Sunniten in seinem Werk al-Farq baina l-firaq auch als die eigentlichen Träger der islamischen Wissenschaft und Kultur dar. An allen Wissenschaften, Kenntnissen und Anstrengungen, auf die die Muslime stolz seien, so erklärt al-Baghdādī, hätten die Sunniten den Hauptanteil. Daran könne man ersehen, dass das gesamte Verdienst um die Wissenschaften ihnen zukomme. Im letzten Kapitel seines Buchs bezieht al-Baghdādī dies auch auf die Bautätigkeit in den islamischen Ländern. So meint er, dass die Sunniten mit ihren Moscheen, Medresen, Palästen, Ribāten, Manufakturen und Hospitälern eine unerreichbare Stellung erlangt hätten, weil niemand von den Nicht-Sunniten solche Leistungen erbracht habe.
Ein ähnliches Bild von den Sunniten als Trägern von Wissenschaft und Kultur wurde 2016 in dem Abschlussdokument der Sunnitenkonferenz von Grosny entworfen. Dort heißt es:

„Wo die Methodik der Ahl al-Sunna wa al-Jamāʿa aktiv und bestimmend war, wurden extremistische Tendenzen in die Schranken verwiesen [...], was ihr zugleich erlaubte, sich dem Aufbau der Zivilisation zu widmen. So traten unter den Gelehrten des Islam geniale Geistesgrößen hervor, die entscheidende Beiträge zur Entwicklung von Algebra und Rechenverfahren, Trigonometrie, Mechanik, Geometrie, Algorithmen, Erforschung des spezifischen Gewichts, Medizin, Augenchirurgie, Psychologie, Onkologie, Epidemiologie, Embryologie, Pflanzenheilkunde, Pharmazie, Biologie, Erforschung der Schwerkraft, Astronomie, Umweltforschung, Akustik, Optik und vieler weiterer Wissensgebiete leisteten. All dies sind unleugbar Früchte der Methodik der Ahl al-Sunna wa al-Jamāʿa.“

## Staatliche Institutionen mit sunnitischer Ausrichtung

Logo der Azhar

Eine der wichtigsten Lehrinstitutionen des sunnitischen Islams weltweit ist die Azhar in Ägypten. In Artikel 32b, Abs. 7 des ägyptischen Azhar-Gesetzes von 1961 ist festgelegt, dass die Azhar „dem Weg der Sunniten“ (manhaǧ ahl as-sunna wa-l-ǧamāʿa) folgt, „mit dem sich die Umma einverstanden erklärt hat, in den Grundlagen der Religion und Anwendungen des Fiqh, mit seinen vier Lehrrichtungen.“ Mitglied des Rats der großen Gelehrten (haiʾat kibār al-ʿulamāʾ) dieser Behörde, die den Scheich der Azhar wählt und aus dem auch die Kandidaten für dieses Amtes rekrutiert werden, kann nur werden, wer sich selbst in seiner Wissenschaft und seinem Betragen an diesen Weg hält. Weitere sunnitische Lehrinstitutionen, die große internationale Anerkennung genießen, sind die Universität Ez-Zitouna in Tunesien und die Universität al-Qarawīyīn in Marokko. Sie werden zusammen mit der Azhar auch in dem Abschlussdokument der Sunniten-Konferenz von Grosny erwähnt.
Besonders deutlich ist die sunnitische Ausrichtung auch bei dem „Amt für islamischen Fortschritt von Malaysia“ (Jabatan Kemajuan Islam Malaysia, abgekürzt JAKIM), das 1997 gegründet wurde und in Malaysia verschiedene islambezogene Aufgaben wahrnimmt: Es dient als Sekretariat für den Nationalen Rat für Islamische Religiöse Angelegenheiten (MKI), unterstützt die Formulierung und Standardisierung des Islamischen Rechts, koordiniert die islamische Erziehung, organisiert wissenschaftliche Konferenzen, verbreitet die Fatwas der Muftis, hat die Autorität über die großen Moscheen von Malaysia und bereitet die Freitagspredigten vor. Nach dem Profil, das JAKIM auf seiner eigenen Website veröffentlicht, ist der „Dienst für Religion, Nation und Staat auf Basis der sunnitischen Lehre“ (berkhidmat untuk agama, bangsa dan negara berdasarkan akidah Ahli Sunnah Wal Jamaah) einer der fünf gemeinsamen Werte, der die Behörde bei der Erfüllung ihrer Aufgaben nachstrebt. Der Staat hat der Behörde außerdem die Aufgabe übertragen, sich mit abweichenden Bekenntnissen, die die nationale Sicherheit bedrohen, zu befassen.
Eine weitere Körperschaft, die im Namen des sunnitischen Islams zu sprechen beansprucht, ist der 1971 gegründete Rat der Höchsten Religionsgelehrten in Saudi-Arabien mit seinem Ständigen Komitee für wissenschaftliche Untersuchungen und Fatwa-Erteilung. Das Komitee hat sich in der Vergangenheit schon mehrfach in Fatwas zur Zugehörigkeit bestimmter islamischer Gruppen zum Sunnitentum geäußert. So hat es 1986 eine Fatwa veröffentlicht, in dem es die Gemeinschaft der Ahbāsch aus dem Sunnitentum ausgeschlossen hat. Die ebenfalls von Saudi-Arabien finanzierte Islamische Weltliga präsentiert sich selbst nicht als eine sunnitische Organisation, allerdings hat die ihr angeschlossene Islamische Fiqh-Akademie in Mekka in einem Beschluss aus dem Jahr 1987 deutlich gemacht, dass sie das Sunnitentum als die ursprüngliche Lehre betrachtet, „die das reine und richtige islamische Denken zur Zeit des Gesandten und des rechtgeleiteten Kalifats repräsentiert“ und auf die sich die islamische Gemeinschaft einigen muss.

Logo der türkischen Diyanet-Behörde

Allgemein gilt es auch als ausgemacht, dass die türkische Präsidium für Religionsangelegenheiten (Diyanet İşleri Başkanlığı) in der Nachfolge der Religionspolitik des Osmanischen Reichs eine sunnitische Interpretation des Islams vorgibt. 1961 verteilte die Diyanet eine Broschüre an seine Muftis, in der sie diese aufforderte, Personen an die Behörde zu melden, die anti-sunnitisches Gedankengut oder schiitische oder alevitische Propaganda verbreiten. Pläne des Komitees der Nationalen Einheit in den 1960er Jahren, die Diyanet-Behörde zu einer überkonfessionellen Institution umzubauen, die auch die Aleviten integrierte, scheiterten am Widerstand konservativer sunnitischer Geistlicher innerhalb und außerhalb der Diyanet-Behörde. Allerdings hat sich die sunnitische Rhetorik im Laufe der Zeit etwas abgeschwächt. Seit den 1990er Jahren präsentiert sich die Diyanet-Behörde als eine Institution, die über den Denominationen (mezhepler üstü) steht. Der von der Behörde organisierte obligatorische Religionsunterricht an den türkischen Schulen stützt sich aber weiter ausschließlich auf das sunnitische Verständnis des Islams.

## Sunnitische Organisationen und Verbände

Logo der Nahdatul Ulama, der größten sunnitischen Massenorganisation weltweit

Die größte sunnitische Massenorganisation weltweit ist die Nahdlatul Ulama (NU) in Indonesien mit über 40 Millionen Mitgliedern. Sie erwähnt seit 1984 explizit in ihren Statuten, dass sie der sunnitischen Lehre folgt. Dies bedeutet nach dem Verständnis der NU, 1. sich in der Jurisprudenz an die Prinzipien zu halten, die die vier Madhhab-Gründer festgelegt haben, 2. in der Theologie der Lehre von Abū l-Hasan al-Aschʿarī und Abu Mansur al-Maturidi zu folgen und 3. in der Sufik die Prinzipien von al-Dschunaid und al-Ghazālī zu verwirklichen. Als Reaktion auf den Terror der IS-Organisation richtete die Nahdlatul Ulama im Mai 2016 in Jakarta den International Summit of Moderate Islamic Leaders (ISOMIL) aus, an dem 400 Gelehrte aus 30 Ländern teilnahmen. Zum Abschluss der Konferenz präsentierte der Zentralvorstand der NU eine 16 Punkte umfassende Deklaration, in der die Organisation ihr gemäßigtes Verständnis des traditionellen sunnitischen Islams bekräftigte. In Punkt 10 der Erklärung wird konstatiert, dass religiöser Extremismus und Terrorismus unter Muslimen unmittelbar zur Verbreitung von Islamophobie in der nicht-muslimischen Welt beigetragen haben. In Punkt 16 erklärt die Organisation, nach einer Konsolidierung der globalen sunnitischen Gemeinschaft zu streben, um eine Welt zu erreichen, in der der Islam und die Muslime wahrhaft positiv wirken und zum Wohlstand der gesamten Menschheit beitragen.
In Indonesien wird der Begriff Ahlussunnah wal Jamaah, der hier häufig mit ASWAJA abgekürzt wird, vor allem für traditionalistisch ausgerichtete Gruppierungen verwendet, die die Madhhab-Ordnung befürworten und im Gegensatz zu modernistischen Gruppen stehen. Die Muhammadiyah-Organisation, die eine modernistische Ausrichtung hat, präsentiert sich umgekehrt in ihren offiziellen Verlautbarungen nicht als sunnitische Organisation, auch wenn sie die Sunna als zweite Rechtsquelle nach dem Koran betrachtet. Nachdem aber andere muslimische Organisationen der Muhammadiyah vorgeworfen hatten, wegen ihrer Ablehnung des Taqlīd außerhalb des Sunnitentums zu stehen, verfasste der Muhammadiyah-Gelehrte Djarnawi Hadikusuma (gest. 1993) eine Abhandlung, in der er die Zugehörigkeit seiner Organisation zum Sunnitentum bekräftigte. Eine weitere indonesische Massenorganisation mit explizit sunnitischer Orientierung ist die Front Pembela Islam, die für die Einführung der Scharia in Indonesien kämpft. Sie hat im Gegensatz zur moderaten NU jedoch eine militante Ausrichtung.
Eine Organisation in Westafrika, die sich explizit als sunnitisch präsentiert, ist die Association des Musulmans Sunnites en Côte d’Ivoire (AMSCI – „Gesellschaft der sunnitischen Muslime der Elfenbeinküste“). Sie wurde 1976 unter dem Namen Association des musulmans orthodoxes de Côte d’Ivoire (AMOCI) gegründet und hat erst 1997 ihren jetzigen Namen angenommen. Ihre Ausrichtung ist gemäßigt salafistisch. Sie ist seit 2007 föderal organisiert, unterhält eigene Jugend- und Frauenorganisationen und eine eigene Organisation sunnitischer Imame, den Conseil des Imams Sunnites (CODIS). Nachdem sie 1993 mit anderen islamischen Organisationen den Conseil National Islamique (CNI – „Nationaler Islamischer Rat“) gründete, hat sie diesen 2005 wieder verlassen und rivalisiert heute mit ihm.
Saʿīd Hauwā (1935–1989), der Chefideologe der Muslimbrüder in Syrien, sah auch die Muslimbrüder als eine klar sunnitisch ausgerichtete Organisation an. In seiner „Einführung in die Mission der Muslimbrüder“ (al-Madḫal ilā daʿwat al-Iḫwān al-muslimīn), die 1979 zum ersten Mal veröffentlicht wurde, schrieb er:

„Die Sunniten (ahl as-sunna wal-ǧamāʿa) haben eine Glaubenslehre und verschiedene Lehrrichtungen in Fiqh und Ethik. Die wahre islamische Gemeinschaft ist diejenige, die sich dieses wahre Erbe zu eigen macht und sich ihm nicht entgegenstellt oder es bekämpft. So verhält es sich mit der Gemeinschaft der Brüder. Und deswegen hat der Meister al-Bannā dem Bruder auferlegt, die Glaubenslehre der Sunniten und eine ihrer Lehrrichtungen im Fiqh zu studieren.“

Von den vier muslimischen Vereinen und Dachverbänden in Deutschland, die im Koordinationsrat der Muslime in Deutschland (KRM) zusammengeschlossen sind, betont vor allem der Verband der Islamischen Kulturzentren (VIKZ) seine sunnitische Identität. Er hat eine mystische Ausrichtung und folgt den Lehren Süleyman Hilmi Tunahans. Auf seiner eigenen Website gibt der VIKZ an, dass er der „sunnitisch-hanefitischen Ausrichtung des Islam“ angehört, und betont, dass auch Süleyman Hilmi Tunahan und seine Schüler „Angehörige des sunnitischen Islam“ gewesen seien.

## „Ahl as-Sunna“ als Selbstbezeichnung moderner islamischer Bewegungen
Seit dem 19. Jahrhundert sind verschiedene islamische Bewegungen entstanden, die den Ahl-as-Sunna-Begriff für sich reklamieren, um damit ihren Anspruch auf „Legitimität, Authentizität und einen Sinn von Besonderheit“ zum Ausdruck zu bringen. Die Aneignung des Titels als religiöser Identitätsmarker dient auch dazu, um rivalisierende Bewegungen als „anders“ oder abweichend abzugrenzen oder der Einführung unrechtmäßiger Neuerungen zu beschuldigen. Bei den neuen Gruppierungen, die sich als Ahl as-sunna bezeichnen, lassen sich sufische Bewegungen und salafistische Bewegungen, die dem Sufismus ablehnend gegenüberstehen, unterscheiden.

### Sufische Bewegungen
Eine der wichtigsten sufischen Bewegungen, die den Begriff Ahl-e Sunnat wa Jama'at als Selbstbezeichnung für sich verwendet, ist die Barelwī-Bewegung aus Südasien, die von Ahmad Riza Khan Barelwi (1856–1921) gegründet wurde. Sie steht dem Qādirīya-Orden nahe, betrachtet den Propheten Mohammed als übernatürliches Wesen und pflegt Praktiken der Heiligenverehrung. Damit steht sie in starkem Gegensatz zur Deobandi-Bewegung, die solche Praktiken ablehnt. 1925 gründeten Gelehrte der Barelwī-Bewegung als Antwort auf die Jamiat Ulema-e-Hind, in der sich die Deobandi-Gelehrten zusammengeschlossen hatten, die All-India Sunni Conference (AISC). Sie hielt insgesamt drei landesweite Konferenzen ab (1925, 1935 und 1946). Auf der Konferenz von 1946 in Benares, bei der sich die Organisation für die Gründung Pakistans aussprach, nahmen 500 Sufi-Scheiche, 7000 ʿUlamā' und 2000 andere „Sunniten“ teil.

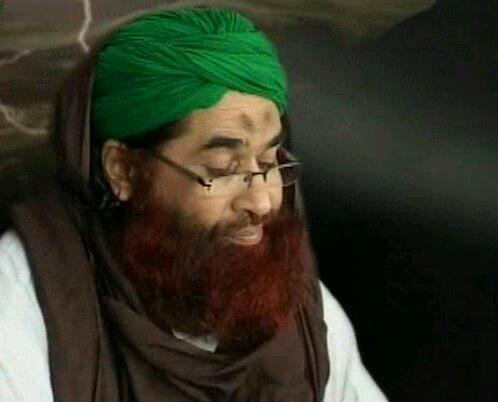
Ilyas Qadri, der Vorsitzende der Daʿwat-e Islami, der den Titel Amir-e Ahl-e sunnat („Befehlshaber der Sunniten“) führt

Zwar erheben auch die Deobandis Anspruch auf die Bezeichnung „Sunni“, doch ist es den Barelwis gelungen, sie in Südasien weitgehend als Selbstbezeichnung für die eigene Bewegung zu okkupieren. 1981 gründeten Gelehrte der Barelwī-Bewegung als Konkurrenz zur Tablighi Jamaat, die der Deobandi-Bewegung nahesteht, als eigene Missionsbewegung die Daʿwat-e Islami („Islamische Daʿwa“). Sie hat ihren Sitz in Karatschi und ist inzwischen in mehr als 60 Ländern aktiv. Neben Karatschi sind Dubai und Durban zu zentralen Drehscheiben der Aktivitäten der Bewegung geworden. Vorsitzender ist Ilyas Attar Qadri (geb. 1950), der in Dubai lebt. Er führt den Titel eines Amir-e Ahl-e sunnat („Befehlshaber der Sunniten“).
1992 gründete Salim Qadiri, der Bezirksvorsteher der Daʿwat-e Islami von Saidabad bei Karatschi die radikale Bewegung Sunni Tehreek („Sunnitische Bewegung“), um eine Übernahme der Moscheen und Madrasa-Schulen der Barelwis durch Deobandi- und Ahl-i-Hadīth-Gruppen zu verhindern. Aktivisten der Bewegung verübten zahlreiche Anschläge auf Deobandi-Funktionäre, bis im April 2006 die Führung der Sunni Tehreek in Karatschi selbst zum Opfer eines Anschlages wurde. Barelwis und Deobandis rivalisieren nicht nur in Pakistan, sondern auch im Vereinigten Königreich und in Südafrika miteinander und sind immer wieder in Konflikte verwickelt. Hierbei nehmen die Barelwis für sich in Anspruch, als Ahl as-Sunna die einzige errettete Sekte von den 73 islamischen Sekten zu sein.
Eine weitere sufische Bewegung erheblich jüngeren Datums, die auf den Begriff Ahl as-Sunna als Selbstbezeichnung zurückgreift, ist die paramilitärische Gruppierung Ahlu Sunna Wa l-Jamaʿa (ASWJ) in Somalia, die gegen die Terrororganisation Shabaab kämpft. Eine erste Organisation dieses Namens wurde schon 1992 durch General Mohammed Farah Aidid gegründet. In ihr sollten muslimische Geistliche zusammengeführt werden, die ihn beim Kampf gegen die Islamisierung des Landes unterstützten. Die meisten ASWJ-Anhänger gehörten dem Qādirīya-Orden an. Nach dem Tod von Aidid organisierte sich die ASWJ-Gruppierung neu und betrieb eigene islamische Gerichte. Die ASWJ verfolgte eine legitimistische Linie und rief dazu auf, mit der Regierung zusammenzuarbeiten und Fitna zu vermeiden. Die Auseinandersetzung mit der Shabaab-Miliz begann, als im Dezember 2008 Shabaab-Kämpfer Gräber von Sufi-Scheichen zerstörten, die von der lokalen Bevölkerung in Galguduud verehrt wurden. Die ASWJ bildeten daraufhin eine eigene Miliz, die die Shabaab-Kämpfer zurückdrängen konnte. Im März 2010 schloss die ASWJ-Miliz eine Übereinkunft mit der Übergangsregierung Somalias, die ihr eine Anzahl von Positionen im Kabinett und im Staatsapparat sicherte. Heute spielen die ASWJ und ihr Anführer Sheikh Mohamed Shakir Ali Hassan eine wichtige politische Rolle in dem autonomen somalischen Bundesstaat Galmudug.

### Salafistische Bewegungen
Bewegungen mit salafistischer Ausrichtung, die den Begriff Ahl as-Sunna als Selbstbezeichnung verwenden, finden sich vor allem in Westafrika. Eine der frühesten Bewegungen dieser Art sind die Ahl as-Sunna von Burkina Faso, die dort bereits in den 1960er Jahren viele Anhänger unter Händlern und Regierungsbeamten gewannen. Sie gerieten dabei immer mehr in eine Rivalität zu den Muslimen der Communauté Musulmane, die mit dem Herrscherhaus der Mossi verbunden war. Im April 1973 kam es zu einem schweren Ausbruch von Gewalt, weil ein Prediger der Ahl as-Sunna in seiner Predigt in Ouagadougou behauptete, dass allein die Muslime seiner Gemeinschaft wahre Muslime seien, während die anderen Muslime für die Hölle bestimmt seien, und dabei auch auf den Hadith von 72 Sekten Bezug nahm. Muslime der Communauté Musulmane griffen daraufhin die Moschee des Predigers an. Weitere Zusammenstöße zwischen den beiden Gruppen folgten in Bobo-Dioulasso. Obwohl Muslime der Communauté die Ahl as-Sunna bei der Regierung zu diskreditieren und damit eine offizielle Registrierung als Organisation zu verhindern versuchten, konnten diese ihre Bewegung im Dezember 1973 schließlich doch als Mouvement Sunnite eintragen lassen. Bei der offiziellen Zulassung des Mouvement Sunnite spielte auch die Bestrebung der Regierung, freundschaftliche Beziehungen nach Saudi-Arabien aufzubauen, eine wichtige Rolle. In den 1980er Jahren konnte Mouvement Sunnite mit finanzieller Unterstützung aus arabischen Ländern (insbesondere Saudi-Arabien und Kuweit) Madrasa-Schulen, Moscheen und Bibliotheken bauen. Innere Konflikte und die zunehmende Unzufriedenheit der jüngeren Generation mit dem intellektuellen Extremismus der Organisation führten aber dazu, dass der Mouvement Sunnite in den frühen 1990er Jahren einen Niedergang erlebte.
Eine andere Ahl-Sunna-Bewegung mit salafistischer Ausrichtung entstand in Ghana um den Prediger al-Hajj Umar Ibrahim, der an der Islamischen Universität Medina (IUM) studiert hatte und nach seiner Rückkehr aus Saudi-Arabien zwischen 1969 und 1972 eine große Anzahl von Anhängern um sich scharen konnte. Er wandte sich vor allem gegen die sufischen Praktiken des Tidschānīya-Ordens und den Glauben an Baraka. Auch säkulare Muslime fühlten sich von seinen Predigten angezogen. Mit Unterstützung des Ghana Islamic Research and Reformation Center (GIRRC), in dem säkulare Muslime dominierten, gründete al-Hajj Umar 1972/72 in Nima, einem Stadtteil von Accra, eine Madrasa, die auch viele Studenten aus Benin und Togo anzog. In den frühen 1980er Jahren erlebte die Ahl-as-Sunna-Bewegung ihren Höhepunkt und übertraf in Ghana zahlenmäßig die Anhängerschaft der Tidschānīya, danach ging die Zahl ihrer Anhänger aufgrund interner Streitigkeiten wieder zurück. 1996 wurde al-Hajj Umar zum National Chief Imam der Ahl as-Sunna ernannt. Nachdem er sich mit den säkularen Muslimen überworfen hatte, brachte er 1997 GIRCC unter seine Kontrolle und benannte es in Ahl-as-Sunna wa-Jama’a (ASWAJ) um. Während sich die Anhänger al-Hajj Umars selbst Ahl as-Sunna nennen, werden sie von den anderen Muslimen als Wahhabiten betrachtet.
Auch die Ahl as-Sunna im Senegal sind eine anti-sufische Bewegung. Sie wendet sich nicht nur gegen die Tidschānīya, sondern auch gegen den Murīdīya-Orden. Die anderen Senegalesen bezeichnen diese anti-sufisch orientierten Muslime als Ibadou, nach der Jamatou Ibadou Rahmane (JIR), eine der Keimzellen der „sunnitischen Bewegung“ von Senegal. Sie wurde 1978 in Thiès von Dissidenten der Union culturelle musulmane (UCM) gegründet. Im Laufe der 1990er Jahre hat sich dieser „sunnitische Islam“ sehr schnell unter den Jugendlichen von Dakar verbreitet. Die Ibadou-Muslime sehen sich als die einzig wahren Ahl as-Sunna, während sie die sufischen Muslime, die lauten Dhikr-Übungen nachgehen, als „Leute des Satans“ (ahl šaiṭān) betrachten.

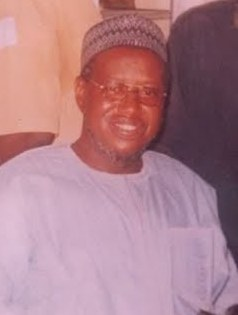
Dschaʿfar Mahmūd Ādam (1960–2007), der Anführer des Ahl-as-sunna-Netzwerks in Nigeria

Ein weiteres salafistisches Netzwerk in Westafrika, das als Selbstbezeichnung Ahl as-Sunna verwendet, entstand in Nigeria in den 1990er Jahren aus einer Abspaltung der nigerianischen Izala-Bewegung. Einige Izala-Aktivisten aus Kano, die an der IUM studiert hatten und Dschaʿfar Mahmūd Ādam (1960–2007) als ihren Anführer betrachteten, kündigten ihren Gehorsam gegenüber der Izala-Führung auf und gründeten eine eigene Gruppierung, die sie Ahl as-Sunna nannten. Ideologischer Orientierungspunkt für sie waren die Schriften von Muhammad Nāsir ad-Dīn al-Albānī, ʿAbd al-ʿAzīz ibn Bāz und Muhammad ibn al-ʿUthaimīn. Wie die Yan Izala lehnten die Ahl as-Sunna unislamische Neuerungen ab, doch waren sie nicht mit der Art einverstanden, wie die Yan Izala gegen die Sufis vorgingen und sie für ungläubig erklärten. Durch die Wahl des Namens Ahl as-Sunna versuchten sie, ihre Identität auf eine universalere Basis zu stellen. Sie wollten keine Organisation sein, sondern „einer Methode, die auf den Gottesgesandten zurückgeht,“ folgen. Die religiösen Aktivitäten der Ahl as-Sunna konzentrierten sich im Wesentlichen auf Daʿwa und intellektuelle Auseinandersetzungen mit anderen salafistischen Gruppierungen. Außerdem beteiligten sie sich in den frühen 2000er Jahren an Hisba-Akitivitäten in Nordnigeria und unterstützten die Einführung der Scharia.
Aus einer regionalen Zelle des Ahl-as-Sunna-Netzwerks in Maiduguri, die unter der Führung von Muhammad Yūsuf stand, entstand später Boko Haram. Diese Zelle sagte sich 2002 von Dschaʿfar Mahmūd Ādam los und benannte sich in ahl al-sunna wa-l-ǧamāʿa wa-l-hiǧra („Leute der Sunna, der Gemeinschaft und der Hidschra“) um. Mit dem Zusatz Hidschra („Auswanderung“) brachte die Gruppe zum Ausdruck, dass sie Nigeria als einen heidnischen Staat betrachtete, aus dem Muslime so auswandern müssten wie 622 Mohammed aus Mekka. Nach dem Tod von Muhammad Yūsuf im Jahre 2009 benannte sich die Gruppierung im Zuge einer strategischen Neuausrichtung erneut um und nahm den Namen ahl as-sunna li-d-daʿwa wa-l-ǧihād ʿalā manhaǧ al-salaf („Leute der Sunna für Daʿwa und Dschihad nach der Methode der Altvorderen“) an. Damit verschob die Gruppierung ihren ideologischen Akzent von Hidschra auf Dschihad und gab ihrer neuen dschihadistisch-salafistischen Orientierung Ausdruck. Gleichzeitig beansprucht Boko Haram mit ihrem Namensbestandteil ahl as-sunna weiter Deutungshoheit darüber, was als Sunna anzusehen ist.

## Die Rivalität zwischen Aschʿarīya und Salafīya und die Sunniten-Konferenzen von 2016
Seit der zweiten Hälfte des 20. Jahrhunderts gibt es innerhalb des sunnitischen Lagers heftige Auseinandersetzungen zwischen Aschʿariten auf der einen und Salafisten/Wahhabiten auf der anderen Seite, die sich gegenseitig aus dem Sunnitentum ausschließen. In Indonesien schrieb in den 1960er Jahren der aschʿaritische Gelehrte Sirajuddin Abbas (gest. 1980) mehrere Bücher, in denen er die Ahl as-salaf explizit aus dem Sunnitentum ausschloss. Hierbei argumentierte er unter anderem damit, dass es in den ersten 300 Jahren des Islam keinen Salafī-Madhhab gegeben habe. Daraus folgerte er, dass diejenigen, die andere Muslime dazu aufriefen, den Salafī-Madhhab zu befolgen, einen Madhhab anpriesen, den es gar nicht gebe. Seiner Auffassung nach waren allein die Aschʿariten wirkliche Sunniten. Abbas’ Bücher dienten 2014 als theologische Grundlage für anti-salafistische Kampagnen in Aceh. Bei diesen Kampagnen wurden verschiedene salafistische Schulen in Aceh von der Provinz-Regierung geschlossen.
Offenbar aufgrund der Zweifel an der Zugehörigkeit der Salafīya zum Sunnitentum veröffentlichte das Ständige Komitee für wissenschaftliche Untersuchungen und Fatwa-Erteilung eine Fatwa, in der es klarstellte, dass es die Salafisten sehr wohl als Sunniten betrachtet. Wie einige Aschʿariten sind die Salafisten der Auffassung, dass ihre Lehre die einzig wahre Form des Sunnitentums darstellt. Deswegen sprechen sie den Aschʿariten und Māturīditen auch teilweise die Zugehörigkeit zum Sunnitentum ab. Ein Beispiel ist der saudische Gelehrte Muhammad Ibn al-ʿUthaimīn, der in seinem 2001 veröffentlichten Kommentar zur ʿAqīda Wāsiṭīya von Ibn Taimīya die Meinung äußerte, dass Aschʿariten und Māturīditen nicht zu den Sunniten zählen würden, weil sie mit ihrer Attributenlehre im Gegensatz zur Lehre des Propheten und seiner Gefährten ständen. Aus diesem Grund sei auch die Auffassung von den drei Gruppen, die dem Sunnitentum angehören, zurückzuweisen. Sunniten seien nur diejenigen, die salaf hinsichtlich des Glaubens seien. Wer immer bis zum Tag der Auferstehung dem Weg des Propheten und seiner Gefährten folge, sei ein Salafī. Der salafistische kuweitische Gelehrte Faisal ibn Quzāz al-Dschāsim veröffentlichte 2006 ein 800 Seiten langes Buch, um nachzuweisen, dass die Aschʿariten im Widerspruch zum Weg der Sunniten stünden.
Der Vorwurf einiger Wahhabiten, dass die Aschʿariten außerhalb des Sunnitentum ständen, war auch Gegenstand einer Fatwa des Ägyptischen Fatwa-Amtes im Juli 2013. In seiner Fatwa wies das Amt diesen Vorwurf zurück, bekräftigte, dass die Aschʿariten noch immer die „Menge der Gelehrten“ (ǧumhūr al-ʿulamāʾ) darstellten, und betonte, dass sie es gewesen seien, die in der Vergangenheit die „Scheinargumente der Atheisten“ (šubuhāt al-malāḥida) abgewehrt hätten. Wer sie für ungläubig erkläre oder an ihrer Rechtgläubigkeit zweifele, für den müsse man um seine Religion fürchten. Das Fatwa-Amt stellte noch am selben Tag in einer Fatwa klar, dass seinem Verständnis nach mit den Ahl as-Sunna wa-l-Dschamāʿa nur solche Muslime gemeint sind, die in der Glaubenslehre Aschʿariten oder Māturīditen sind.

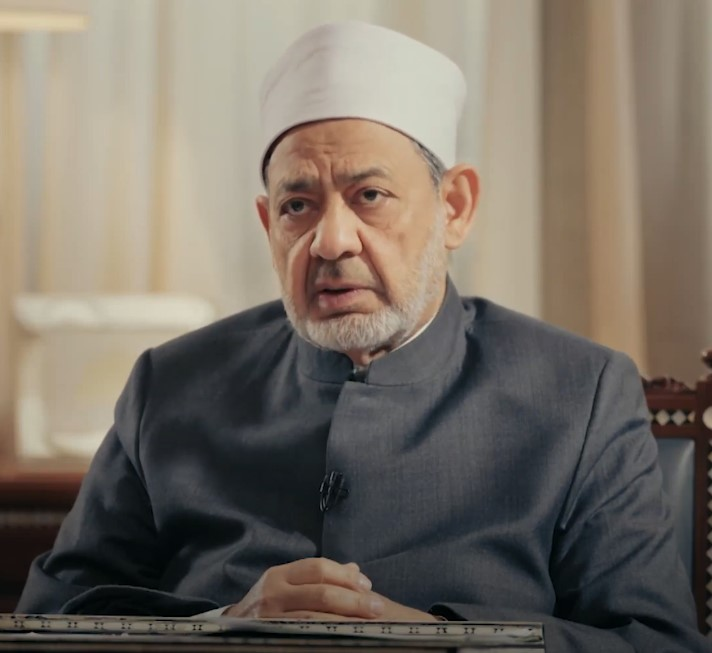
Ahmad al-Tayyib, der Groß-Imam der Azhar, war einer der wichtigsten Teilnehmer der Sunniten-Konferenz von Grosny, distanzierte sich aber später von ihrer Abschlusserklärung

Die Rivalität zwischen Aschʿarīya und Salafīya wurde erneut bei den beiden Sunnitenkonferenzen von 2016 sichtbar, die sich gegen den Terror der IS-Organisation richteten. Die erste Konferenz mit dem Titel „Wer sind die Ahl al-Sunna wa al-Jamāʿa?“ fand im August 2016 unter Schirmherrschaft von Ramsan Achmatowitsch Kadyrow in der tschetschenischen Hauptstadt Grosny statt. An ihr nahmen zahlreiche religiöse Persönlichkeiten aus Ägypten, Indien, Syrien, Jemen und der Russischen Föderation teil, darunter auch Ahmad al-Tayyib, der Groß-Imam der Azhar, und Sheikh Abubakr Ahmad, der Groß-Mufti von Indien, der der Barelwi-Bewegung angehört. Die Konferenz sollte nach Vorstellung ihrer Organisatoren „einen gesegneten Wendepunkt für die Bemühungen darstellen, die schwerwiegende und gefährliche Entstellung der Religion durch jene Extremisten zu korrigieren, die versuchen, sich des ehrwürdigen Namens der Ahl al-Sunna wa-al-Jamāʿa zu bemächtigen, ihn ausschließlich auf sich selbst zu münzen und seine wahren Vertreter davon auszuschließen.“ In der Abschlusserklärung wurden die Takfīr betreibenden Salafisten und die IS-Organisation aus dem sunnitischen Islam ausgeschlossen. Als Antwort darauf hielten im November 2016 verschiedene bekannte Persönlichkeiten der Salafīya in Kuweit eine Gegenkonferenz unter dem Titel „Die richtige Bedeutung des Sunnitentums“ (al-Mafhūm aṣ-ṣaḥīḥ li-ahl as-sunna wa-l-ǧamāʿa) ab, in der sie sich ebenfalls von extremistischen Gruppen distanzierten, aber gleichzeitig darauf bestanden, dass der Salafismus nicht nur ein Bestandteil des Sunnitentums sei, sondern das Sunnitentum selbst repräsentiere. Die Konferenz wurde von Ahmad ibn Murābit, dem Groß-Mufti von Mauretanien, geleitet. Wenige Tage später distanzierte sich Ahmad al-Tayyib öffentlich von der Abschlusserklärung der Konferenz von Grosny, bekräftigte, dass er nicht an ihr nicht beteiligt gewesen sei, und betonte, dass er die Salafisten selbstverständlich als Sunniten betrachte.
In Algerien erregte im Frühjahr 2018 der Gelehrte Muhammad ʿAlī Farkūs, der der madchalistischen Unterströmung des Salafismus angehört, großes Aufsehen mit einer Fatwa, in der er nicht nur die Sufis und Aschʿariten, sondern auch die Tablighis und die Muslimbrüder sowie die Anhänger von IS und al-Qaida aus dem Sunnitentum ausschloss. Abderrezak Guessoum, der Präsident der Vereinigung der algerischen muslimischen Gelehrten, kritisierte den Text wegen seiner Angriffe gegen die Sufis und Aschʿariten als „schweren Ausrutscher“ und forderte die algerischen Religionsgelehrten und Exegeten auf, derartige Deklarationen als „wirkliche Gefahr für die nationale Einheit“ anzuprangern. Sein Stellvertreter Ammar at-Talibi warf Farkūs vor, mit seiner Erklärung Fitna unter den Muslimen hervorzurufen, zu einer Spaltung aus der fernen Vergangenheit zurückzukehren und „künstliche Parolen“ (šiʿārāt muṣṭaniʿa) wiederzubeleben. In diesem Zusammenhang wies er auch darauf hin, dass der Ausdruck ahl as-sunna wa-l-ǧamāʿa zur Zeit des Gottesgesandten noch gar nicht existiert hat.